# Władysław IV Waza

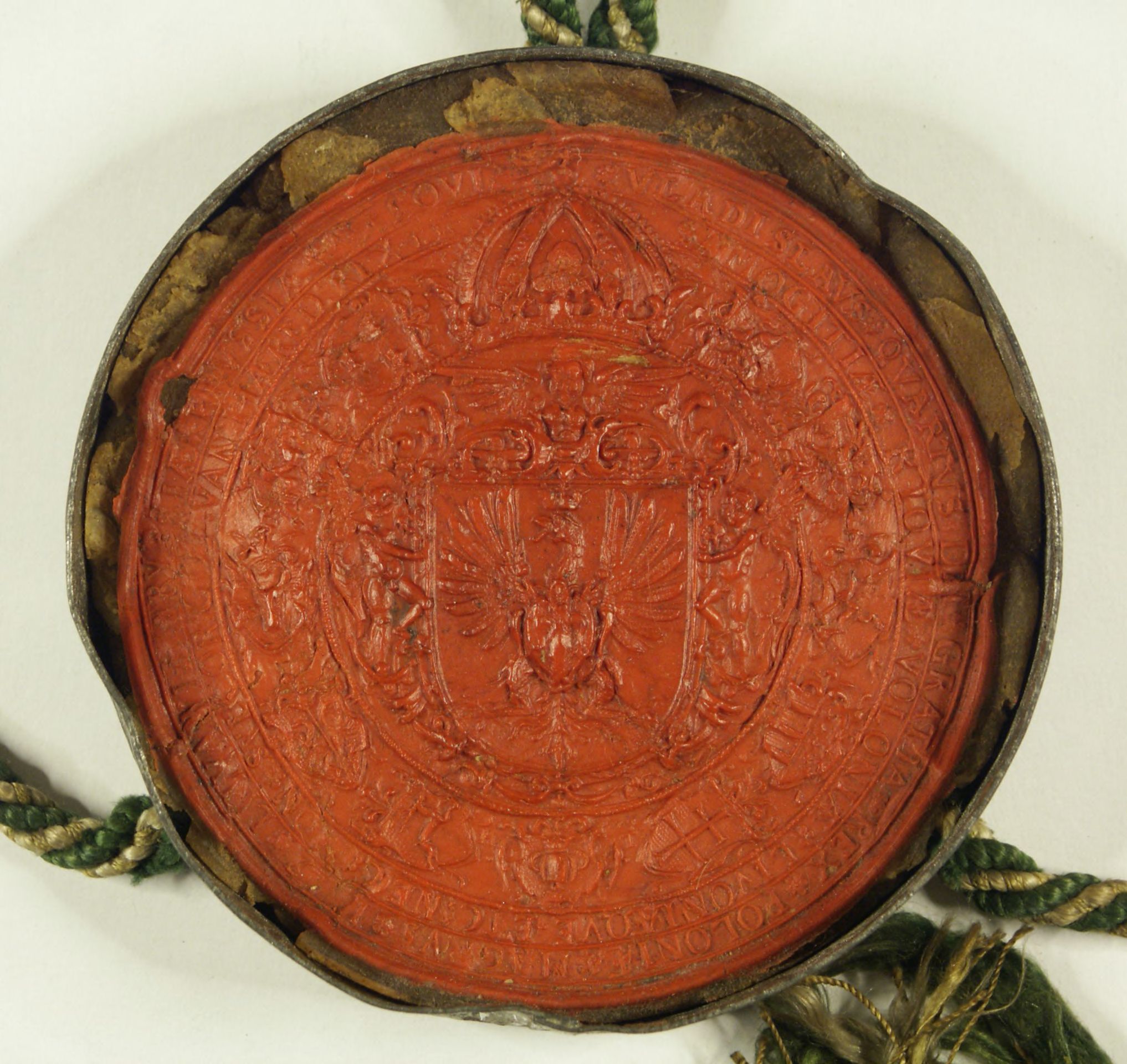
Pieczęć Władysława IV z 1633 roku

Władysław IV Waza (ur. 9 czerwca 1595 w Łobzowie, zm. 20 maja 1648 w Mereczu) – syn Zygmunta III Wazy i Anny Habsburżanki, król Polski w latach 1632–1648, tytularny król Szwecji w latach 1632–1648, formalnie car Rosji w latach 1610–1613, a tytularny do 1634.

## Charakterystyka postaci
Z powodu nękających go od młodości chorób pierwszą połowę dnia spędzał zazwyczaj w łożu. Leżąc wysłuchiwał porannej mszy świętej. Wstawał dopiero po obiedzie, wtedy załatwiał sprawy publiczne lub wyjeżdżał na polowanie. Wieczerza była jedynym posiłkiem, do którego zasiadał ubrany, zjadał ją pospiesznie i zabierał się do pracy, gdy inni już spali. Lubił życie swobodne, niezależne.
Władysław IV pasjonował się operą. Sprowadzał fachowców na najwyższym poziomie, a jego teatr zyskał rozgłos w ówczesnym świecie. Interesował się też architekturą, wystrojem wnętrz i ogrodami. Miał zamiłowanie do sztuk pięknych. Po śmierci Rubensa agenci króla dokonali zakupu wielu jego dzieł, ustępując jedynie dworowi hiszpańskiemu. Śledził postępy w fizyce i astronomii, utrzymywał korespondencję z Galileuszem.
Ulubioną rozrywką króla było myślistwo. Woził ze sobą maleńki domek na kółkach (prototyp współczesnej przyczepy), który kazał ustawiać niczym namiot w miejscach, które szczególnie mu się spodobały i tam spędzał noc. Król łowił ryby i polował z łodzi na napędzoną zwierzynę.
Był wszechstronnie wykształcony, przejawiał talenty wojskowe i polityczne. Cenił malarstwo, rysunki i ryciny, uwielbiał operę, muzykę i teatr włoski.

## Tytuł królewski
Vladislaus Quartus Dei gratia rex Poloniae, magnus dux Lithuaniae, Russiae, Prussiae, Masoviae, Samogitiae, Livoniaeque, Smolenscie, Severiae, Czernichoviaeque necnon Suecorum, Gothorum Vandalorumque haereditarius rex, electus magnus dux Moscoviae.
Tłumaczenie: Władysław IV, z Bożej łaski król Polski, wielki książę litewski, ruski, pruski, mazowiecki, żmudzki, inflancki, smoleński, siewierski i czernihowski, a także dziedziczny król Szwedów, Gotów i Wendów, wybrany wielki książę Moskiewski.

## Przed elekcją

### Młodość

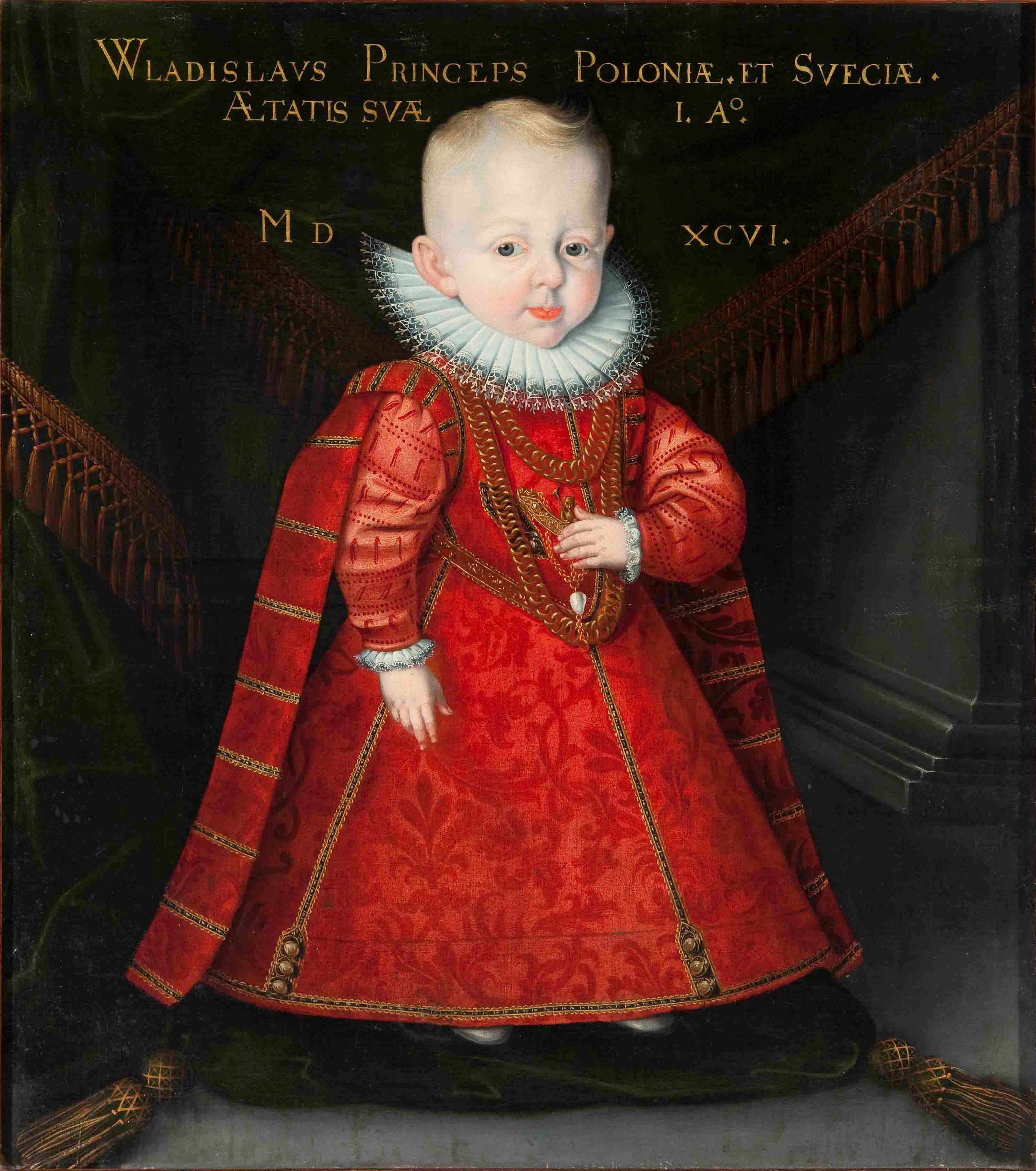
Portret królewicza Władysława 1596 r., Marcin Kober

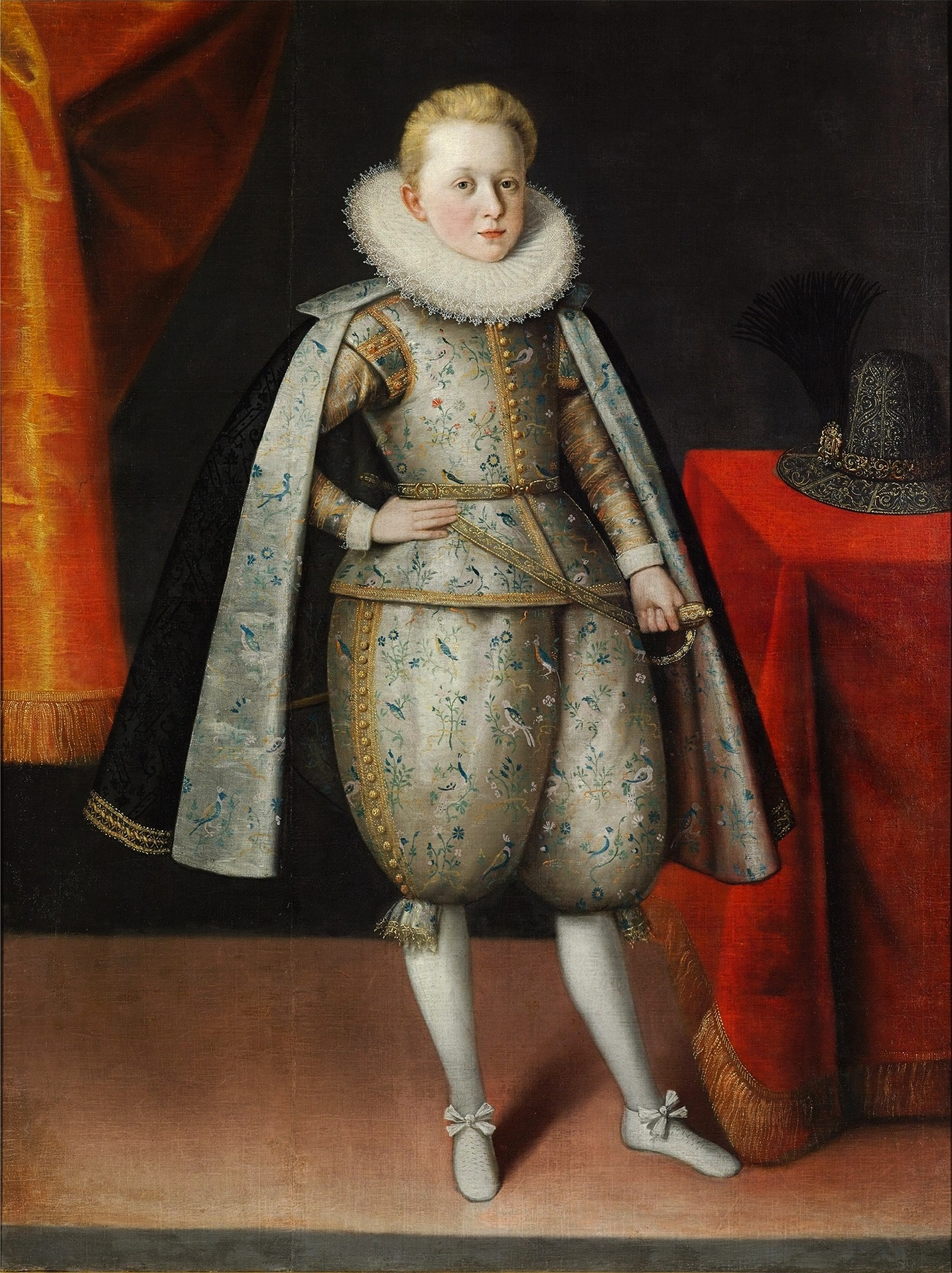
Portret królewicza Władysława 1605 r., nieznany polski malarz

Władysław IV Waza urodził się 9 czerwca 1595 r. w pałacu królewskim w Łobzowie (obecnie w granicach Krakowa). Był pierwszym męskim potomkiem Zygmunta III Wazy i jego pierwszej żony Anny Habsburżanki. Matką chrzestną królewicza była jego cioteczna babka, królowa Anna Jagiellonka. Władysław jako jedyny spośród piątki dzieci zrodzonych z tego związku przeżył okres dzieciństwa i osiągnął pełnoletniość. Od początku widziano w nim dziedzica ojca, albowiem było niemal pewne, że po śmierci Zygmunta III wybór szlachty padnie na najstarszego syna królewskiego. Od 1611 r., dla obeznania się ze sprawami publicznymi, upoważniony został do zasiadania na posiedzeniach sejmowych. Od 15 roku życia uczestniczył w obradach. Jako jedyny następca tronu cieszył się sympatią szlachty, a dla dużej części społeczeństwa był powodem do dumy jako kontynuator dynastii Jagiellonów. Kiedy pojawiał się na ulicach Warszawy witano go entuzjastycznie. W całym kraju wielką popularnością cieszyły się jego portrety, na których był przedstawiony z szabelką w ręku. Już wtedy pisano o nim wiersze, a ksiądz Piotr Skarga polecał go narodowi w swoich Kazaniach sejmowych. Ojciec Zygmunt nie zaniedbywał gruntownego wykształcenia syna. Kiedy w 1598 roku zmarła matka Władysława, Anna, został on oddany pod opiekę niezwykle surowej damy dworu Urszuli Meierin. Znała ona bardzo dobrze język niemiecki, a więc Władysław niebawem zaczął władać tym językiem. Jednocześnie uczył się łaciny oraz włoskiego. Wcześnie zwrócili na niego uwagę także obserwatorzy zagraniczni. W 1612 roku bawiący w Warszawie poseł króla hiszpańskiego, Abraham de Dohna pisał o nim: Jest to wielkich nadziei młodzieniec, wyposażony we wszystkie dary natury, postawny, o wysokim czole, jasnej płci, wielkiego, łaskawego i przystępnego ducha. Włada doskonale 4 językami: polskim, niemieckim, włoskim i łacińskim. Poczynił znaczne postępy w naukach humanistycznych, teraz przyswaja sobie prawo. Świetny to jeździec, zapalony żołnierz. Stąd też cieszy się miłością Polaków, a Rosjanie chcą go pozyskać. (...) wydaje się też, że odznacza się roztropnością niezwykłą w tych latach.

### Starania o koronę carską
W 1609 r. wybuchła wojna Rzeczypospolitej z Rosją. Na początku 1610 r. bojarowie, niezadowoleni z rządów cara Wasyla Szujskiego, ofiarowali koronę carską Władysławowi. Rokowania w tej kwestii prowadził hetman wielki koronny Stanisław Żółkiewski. On też zawarł w imieniu królewicza odpowiedni układ z bojarami i zaprzysiągł warunki elekcji pod Moskwą w dniu 27 sierpnia 1610 r. Koronacja Władysława na cara miała przypieczętować unię Rzeczypospolitej i Rosji. Rozpoczęto nawet bić monety z imieniem nowego cara Władysława Zygmuntowicza (ros. Владислав Жигимонтович). Jednak niechęć Zygmunta III wobec przyjęcia przez syna prawosławia – co było warunkiem bojarów rosyjskich do objęcia tronu cara Rosji – przekreśliła te plany, bowiem Zygmunt III zablokował objęcie tronu przez Władysława IV. Wojna polsko-rosyjska trwała jeszcze kilka lat. Wiosną 1612 Władysław, na prośbę posłów rosyjskich, podjął wraz z ojcem wyprawę, której celem miało być odbycie koronacji w Moskwie. W międzyczasie jednak skapitulowała polska załoga Kremla moskiewskiego, tak że wojska Rzeczypospolitej zmuszone były zawrócić.
4 kwietnia 1617 Władysław występując jako car rosyjski podpisał poufny akt, w którym zobowiązywał się do zawarcia wieczystego przymierza z Polską, do walki z Turcją i Tatarami. Zapowiadał znaczne ustępstwa terytorialne na korzyść Rzeczypospolitej: Rosja miała jej oddać Briańsk, Kursk, Newel, Nowogród Siewierski, Poczep, Putywl, Rylsk, Siebież, Smoleńsk, Starodub i Wieliż. Nadto w imieniu Rosjan wyrzekał się wszelkich pretensji do Inflant i Estonii. We wrześniu 1617 Władysław podjął kolejną próbę opanowania tronu carów. Pospieszył na pomoc hetmanowi wielkiemu litewskiemu Janowi Karolowi Chodkiewiczowi, który oblegał Dorohobuż. 11 października załoga twierdzy poddała się i uznała carem Władysława. 28 października mieszkańcy Wiaźmy otworzyli przed nim bramy.
Po nieudanej próbie zdobycia Możajska, wojska polskie przypuściły nieudany szturm na mury Moskwy w nocy z 10 na 11 października. Działania wojenne trwały aż do zawarcia rozejmu w Dywilinie 11 grudnia 1618, w myśl postanowień którego Władysław nie zrzekał się jednak tytułu carskiego. Chociaż Władysław nigdy nie włożył na głowę korony carskiej, tytuł wielkiego księcia nosił do 1635 r., nie zważając, że Rosjanie, zrażeni polską polityką, wybrali innego władcę – Michała Romanowa.

### Wojna z Turcją
Wielkie uznanie i szacunek szlachty zdobył królewicz Władysław w czasie wojny z Turcją. Klęska pod Cecorą w 1620 r., w której zginął hetman wielki koronny Stanisław Żółkiewski, była zaskoczeniem i niespodziewanym ciosem. W 1621 r. pod Chocim wyruszyła kolejna armia polska, licząca 18 tys. żołnierzy, którą dowodził właśnie Władysław. Jeszcze w Warszawie królewicz otrzymał od nuncjusza papieskiego sztandar z białym orłem z krzyżem na piersi i napisem pro gloria crucis. W samych walkach, które toczyły się we wrześniu i październiku, nie wziął udziału z powodu ataków gwałtownej febry czy (jak twierdzą niektórzy kronikarze) ostrych bólów reumatycznych. Nie opuścił jednak obozu i brał udział w naradach, a swą obecnością konsolidował armię oraz dyscyplinował wodzów, a także wpływał na karność żołnierzy.

### Administrator prowincji włączonych do Rzeczypospolitej

Rzeczpospolita za panowania Władysława IV

W 1619 Zygmunt III Waza powierzył mu funkcję administratora ziem włączonych do Rzeczypospolitej na mocy rozejmu w Dywilinie. W 1620 potwierdził ją sejm. W 1621 na własne utrzymanie dostał starostwa pruskie Osiek i Międzylesie. Od 1623 dzierżawił starostwa jaworowskie i hrubieszowskie. W 1627 otrzymał starostwo soleckie, które wkrótce zmuszony został zastawić dla wypłacenia wojsku żołdu. W 1630 otrzymał starostwo krzepickie. Na Litwie posiadał starostwa borysowskie i mereckie.

### Podróż po Europie Zachodniej

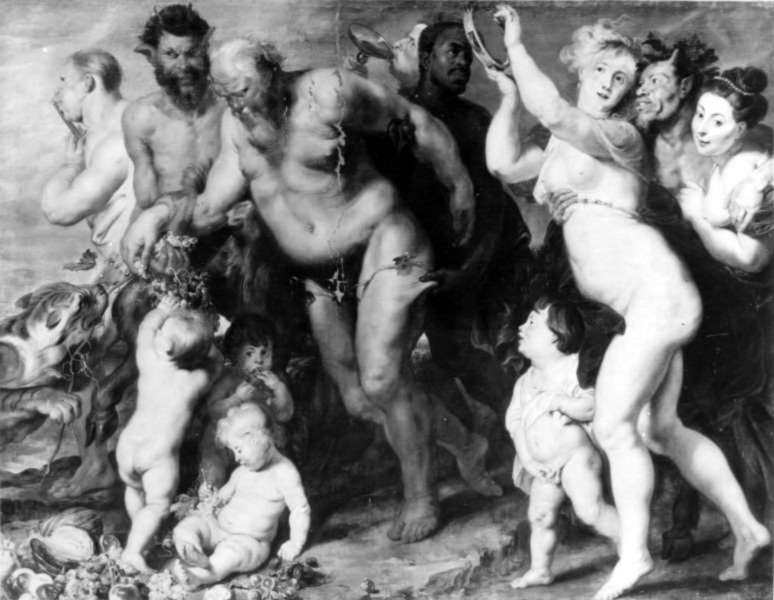
Korowód Sylena, Peter Paul Rubens, lata 20. XVII w. Obraz zakupiony przez Władysława w Niderlandach Hiszpańskich w 1624 r.

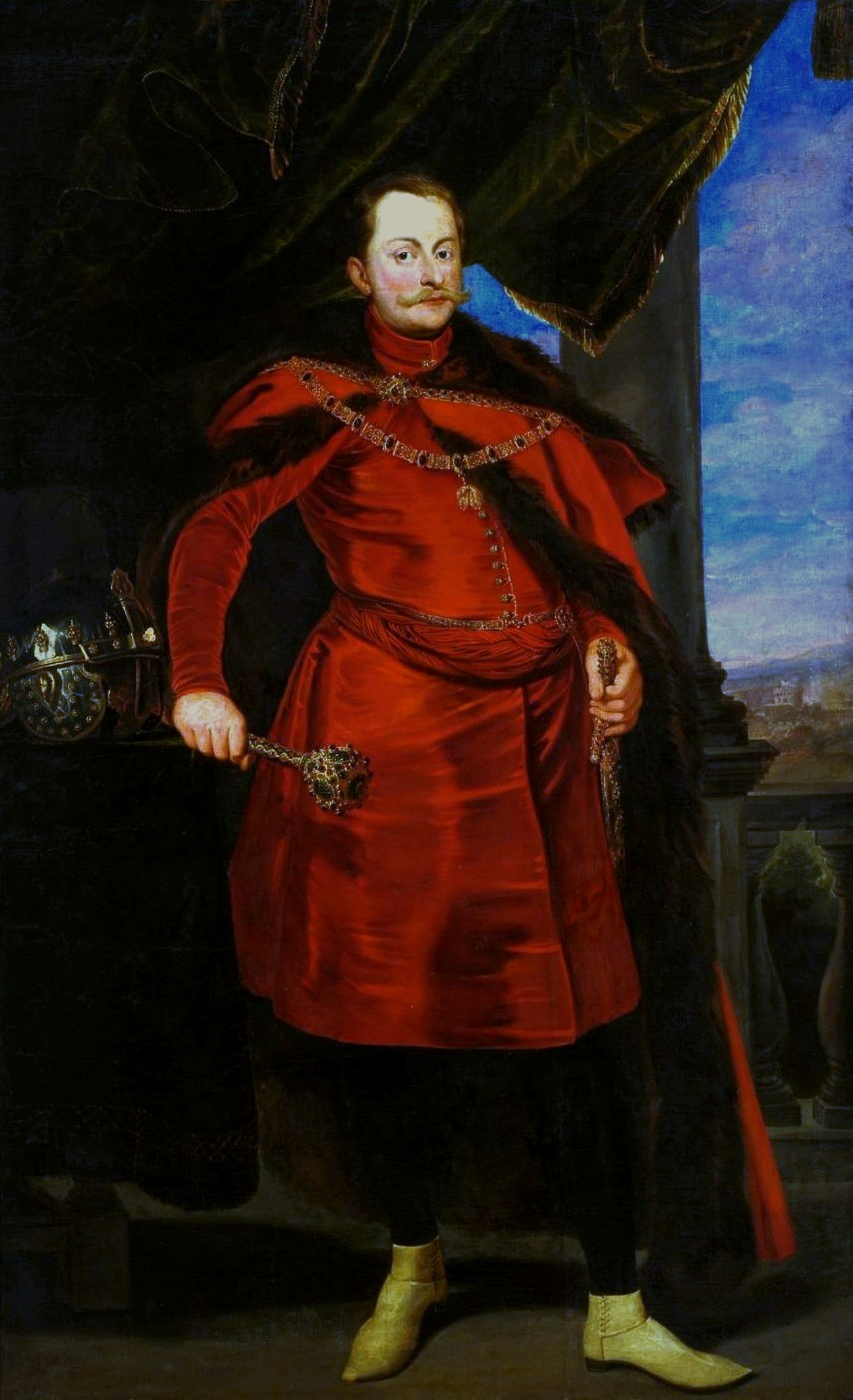
Portret królewicza Władysław Wazy w stroju polskim, Pieter Claesz. Soutman, ok. 1626 roku

W 1624 r., w wieku 30 lat, pod przybranymi nazwiskami (Snopek, Snopkowski, Snopczyński, utworzonych zapewne od herbu Wazów Snopek) i w towarzystwie znanego z pobożności Albrychta Stanisława Radziwiłła, przyszły król wyjechał na zachód Europy. Już w czasie choroby w obozie chocimskim złożył ślub, iż odbędzie pielgrzymkę do Loreto we Włoszech, aby podziękować Matce Bożej za zwycięstwo i uzdrowienie. Królewicz w trakcie swojej podróży odwiedził dwór cesarza Ferdynanda II, a potem Brabancję, gdzie brał udział w oblężeniu twierdzy Breda podczas zdobywania jej przez sławnego wodza hiszpańskiego Spinolę. W czasie pobytu w Niderlandach Hiszpańskich królewicz pozował do portretu Peterowi Rubensowi. Następnie udał się do Rzymu, do papieża Urbana VIII, który przyjął go z wielkimi honorami. 19 stycznia 1625 w bazylice św. Piotra na Watykanie papież osobiście przypasał królewiczowi miecz i nałożył kapelusz. Dar taki otrzymywali władcy, którzy szczególnie zasłużyli się w dziele obrony wiary. Podróż ta z całą pewnością zaważyła na kulturalnych i naukowych zainteresowaniach przyszłego króla. Władysław pilnie obserwował i analizował ustrój poszczególnych państw, stosunki społeczne i ekonomiczne w nich panujące oraz wyposażenie armii i metody prowadzenia wojny. Pobyt we Włoszech pozwolił mu poznać nowy wówczas gatunek sztuki dworskiej, czyli operę, którą wprowadził później w Polsce, jako pierwszy władca w tej części Europy.
Lata po powrocie z Europy Zachodniej to okres, w którym Władysław pozostawał jakby w politycznej próżni. Nie uczestniczył aktywnie w wydarzeniach politycznych tego okresu, a wszelkie inicjatywy wyznaczenia mu jakiejś roli w Rzeczypospolitej – podejmowane zarówno przez niego, jak i inne osoby – kończyły się fiaskiem. Fakt nieobecności królewicza Władysława w życiu politycznym można wytłumaczyć choćby poprzez niejasność jego statusu w ramach ustroju państwa. Władysław nie był oficjalnie następcą tronu, a powierzenie mu jakiejś funkcji państwowej wywołałoby zapewne krytykę ze strony szlachty.

## Elekcja i koronacja
Już przed elekcją okazało się, iż królewicz Władysław nie ma prawie żadnego poważnego konkurenta do tronu Rzeczypospolitej. Poparli go zarówno bracia, jak i papież Urban VIII oraz, co najważniejsze, sejmiki szlacheckie. W takiej sytuacji inni pretendenci, jak np. szwedzki król Gustaw II Adolf, nie mieli większych szans.

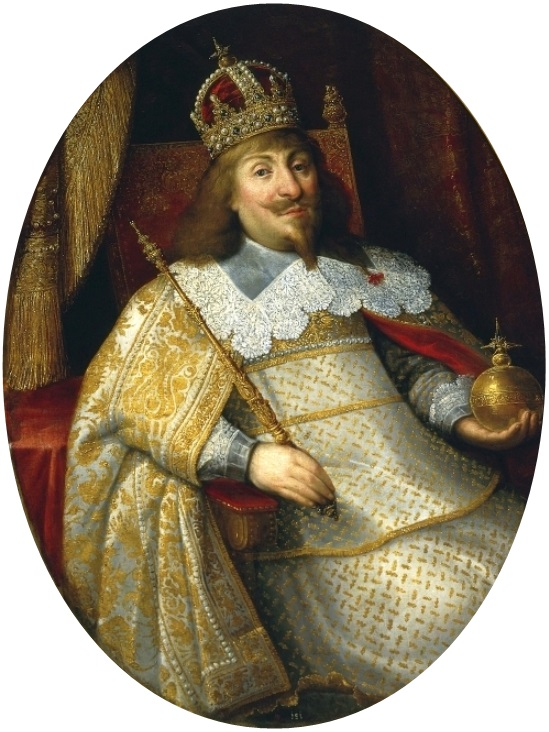
Władysław IV w stroju koronacyjnym, przed 1635 r., portret autorstwa Bartłomieja Milwitza

Zarówno zjazd konwokacyjny (22 czerwca – 17 lipca), jak i elekcyjny (27 września – 13 listopada, zob. sejm elekcyjny 1632 roku) należał do najspokojniejszych w dziejach polskich elekcji. W dniu 21 października 1632 roku stronnicy Władysława oraz czterech jego braci przedstawili kandydaturę królewicza do tronu Rzeczypospolitej. W dniu 8 listopada 1632 roku dokonano wyboru nowego króla – Władysława Zygmunta Wazy. Uzyskał on 3543 głosy elektorskie szlachty. Kilka dni później, 13 listopada, przedstawiciele nowo wybranego króla zaprzysięgli Artykuły henrykowskie oraz pacta conventa, po raz pierwszy połączone w jeden dokument. W dokumentach pacta conventa znalazły się następujące postulaty: utworzenie floty, budowy czterech zamków, fortyfikacji zamku w Kamieńcu oraz stworzenia nowoczesnego zaplecza wojskowego, tj. artylerii, środków transportu. Nowo wybrany król zobowiązał się także, że zanim zawrze związek małżeński, swoje plany przedstawi Senatowi. Sam Władysław zaprzysiągł Artykuły henrykowskie i pacta conventa w dniu 14 listopada. Dokument wyboru władcy podpisało 3543 osób, z czego 2847 z Korony i 696 z Litwy.
Sejm koronacyjny rozpoczął się 31 stycznia 1633 roku. Król jednak zaniemógł na początku stycznia i do Krakowa przybył dopiero 3 lutego. W dniu 4 lutego pochowano zmarłego króla Zygmunta III i królową Konstancję, a 6 lutego odbyła się uroczystość koronacji. Elekta koronował arcybiskup gnieźnieński, prymas Jan Wężyk w katedrze wawelskiej.

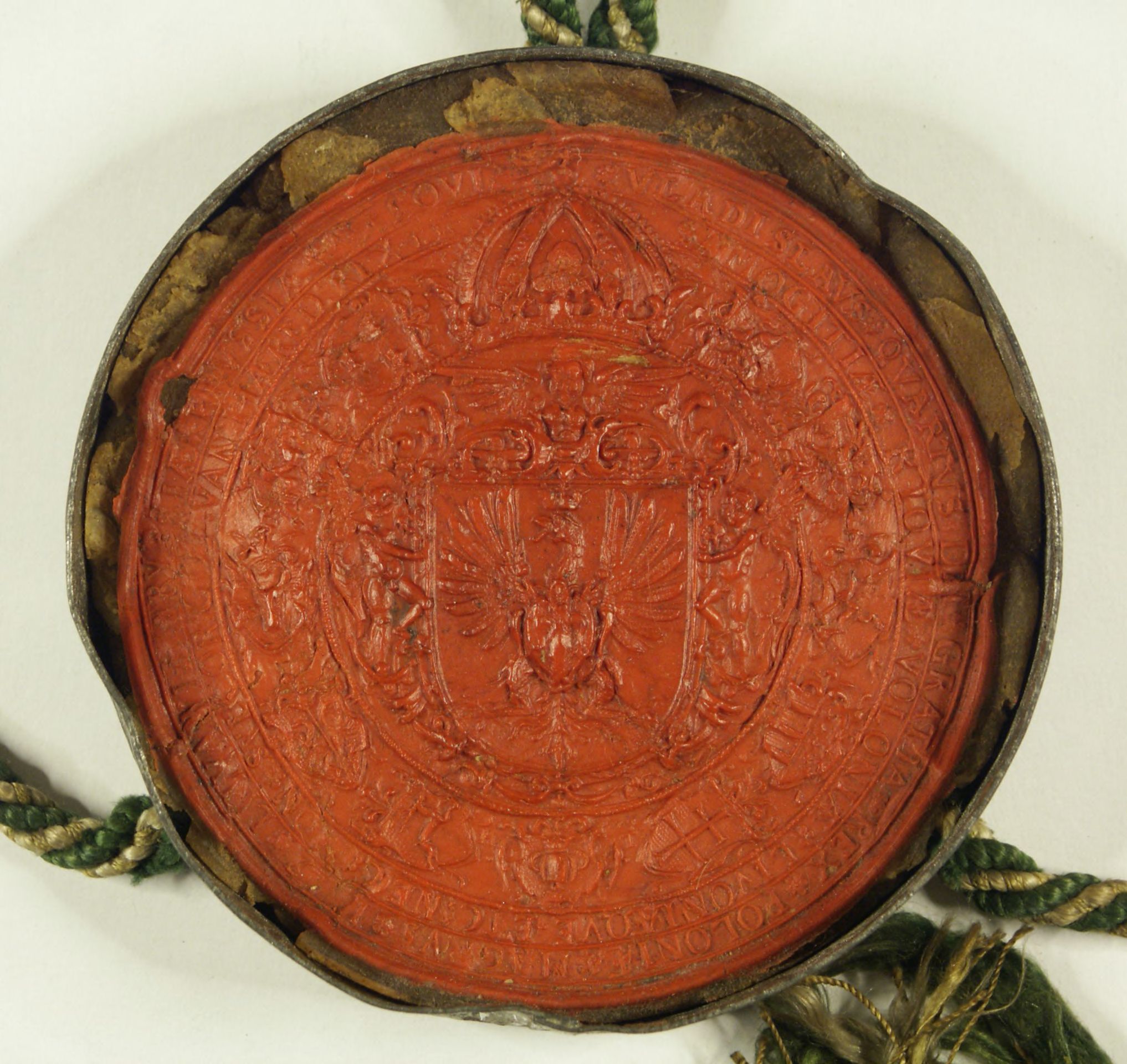
Pieczęć Władysława IV (ze zbiorów Archiwum Państwowego w Poznaniu)

## Panowanie

### Wojna z Rosją

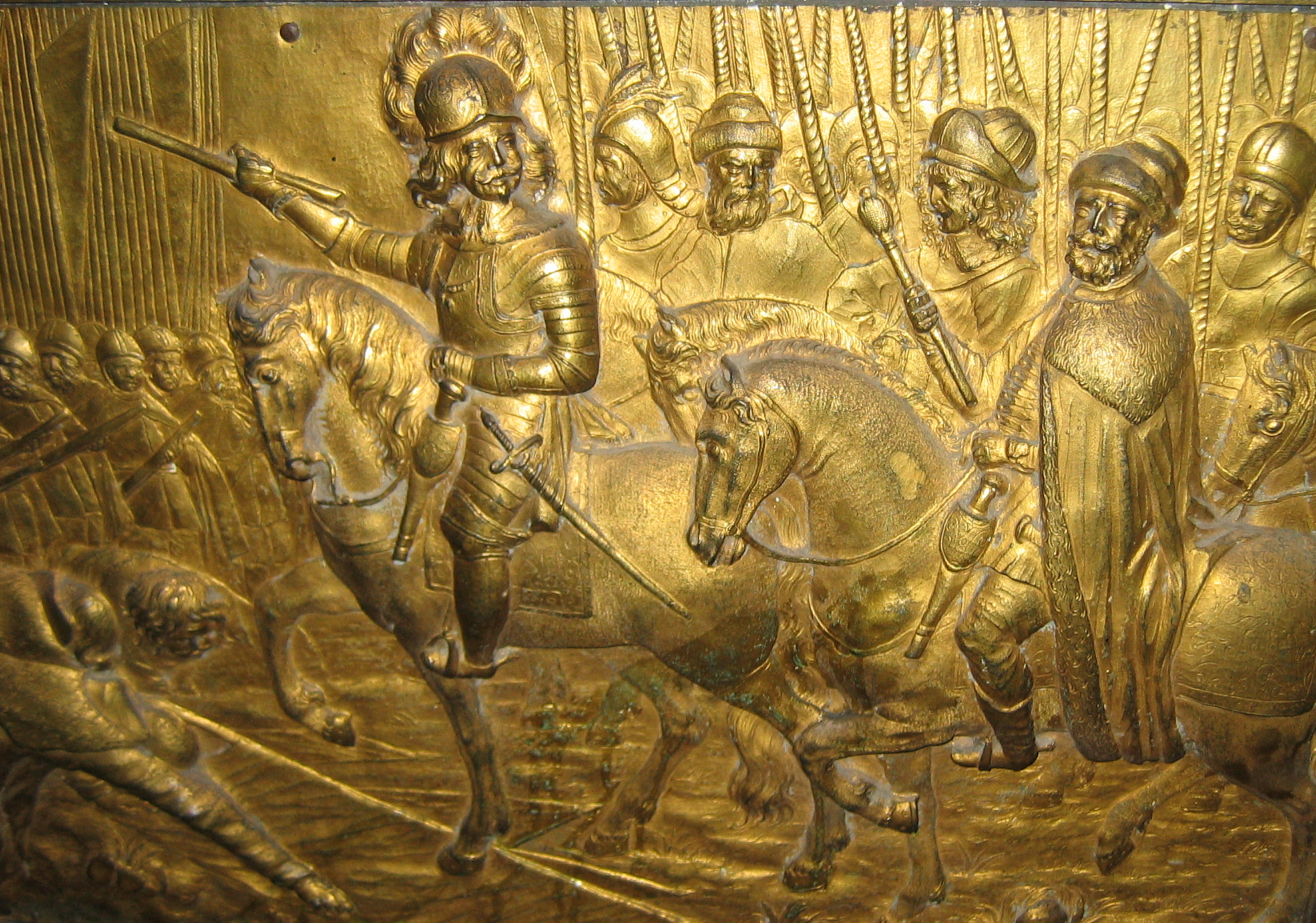
Władysław IV przyjmuje kapitulację wojsk rosyjskich pod Smoleńskiem 1634 r., sarkofag Władysława w katedrze na Wawelu

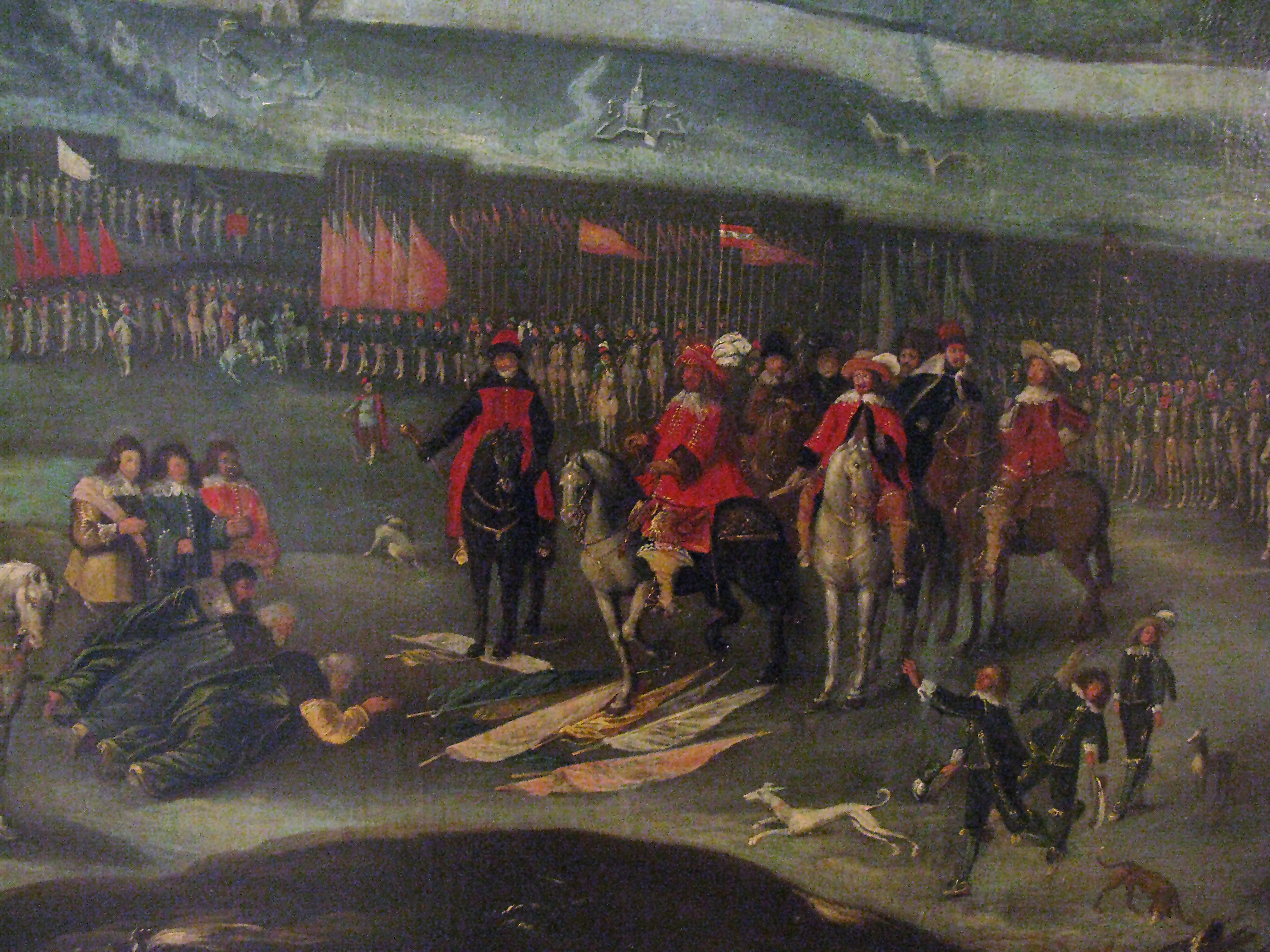
Władysław IV Waza odbierający hołd Michaiła Szeina po zwycięstwie pod Smoleńskiem, nieznany malarz polski 1634 r.

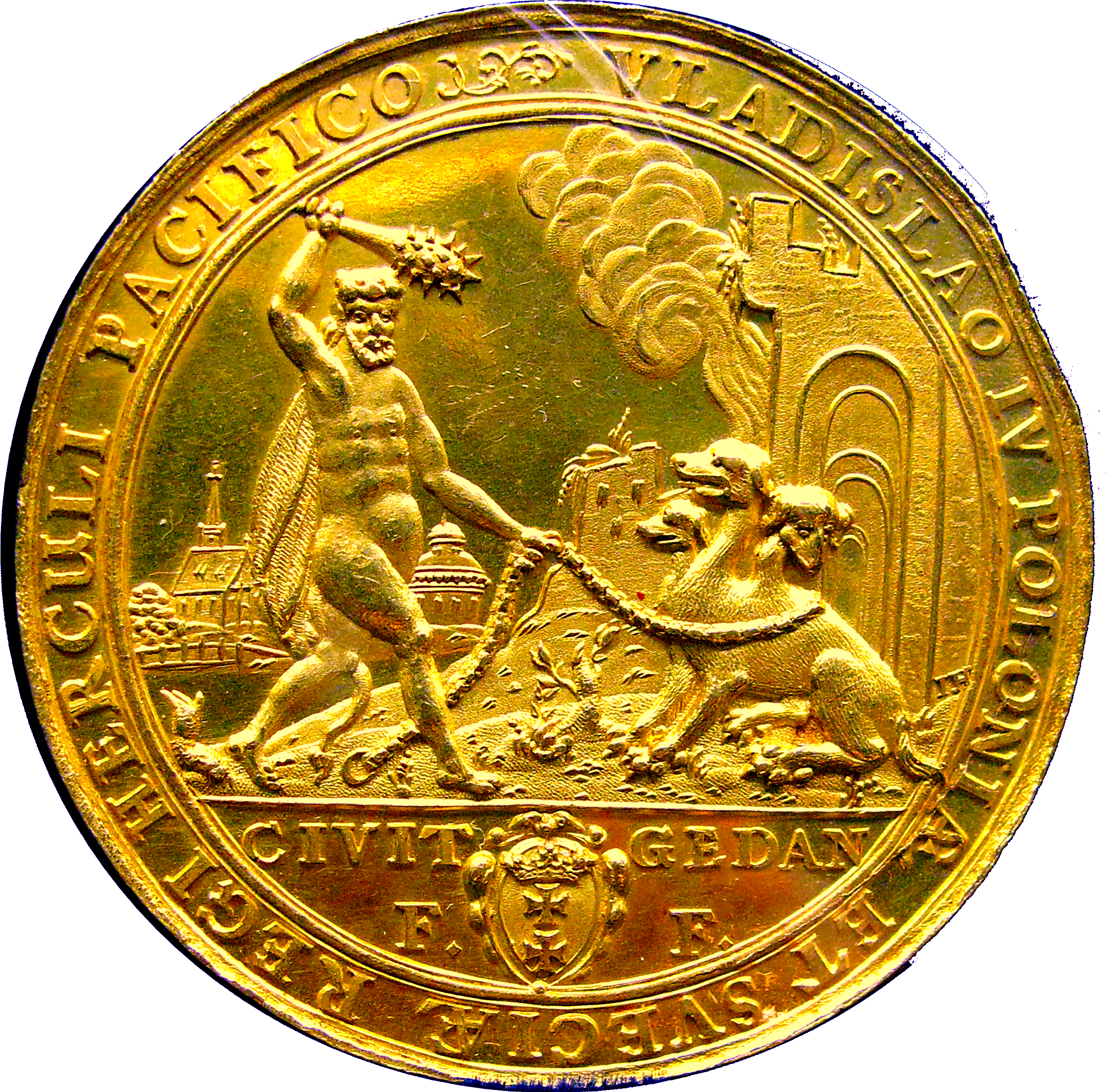
Medal gdański 12 dukatowy, wybity w 1637 r. dla upamiętnienia zwycięstw Władysława IV nad Rosją, Szwecją i Turcją

Pierwszym problemem nowego króla była wojna z Moskwą. W lipcu 1633 r. miał wygasnąć rozejm zawarty w Dywilinie. Armia rosyjska uderzyła jednak na wschodnie pogranicze jeszcze w 1632 r. Po zajęciu Połocka i Orszy, wojska rosyjskie stanęły pod Smoleńskiem. Organizację obrony Smoleńska rozpoczęto dopiero po dokonaniu elekcji. Władysław IV nie od razu wyruszył z odsieczą Smoleńskowi. Przeszkodziła mu w tym choroba. Król cierpiał na dolegliwości nerkowe, reumatyzm i często miał opuchnięte nogi. Wiele tygodni spędził w łóżku, albo w lektyce. Rzeczypospolitej brakowało też armii, która przeciwstawiłaby się wrogowi. Gdy wojska rosyjskie zaatakowały kraj, pod bronią było niecałe 8 tys. żołnierzy. Część z nich musiała strzec granic południowo-wschodnich przed atakami ordy tatarskiej czy wojsk sułtana. Część obsadzała zamki na pozostałych granicach. Na odsiecz Smoleńska mogło ruszyć ok. 3 tys. żołnierzy. Chory król wyznaczył na ich wodza hetmana wielkiego litewskiego Krzysztofa Radziwiłła. Ten mógł jedynie utrudniać działania wrogowi, bo nie był w stanie stanąć do otwartej bitwy. Rosjanie pod Smoleńskiem zgromadzili ponad 30 tys. żołnierzy i ok. 150 dział. Tylko mroźna zima i brak najcięższej artylerii, której spodziewano się później, odwlekły szturm.
Wojna zaczęła się na wiosnę. Codziennie Rosjanie zasypywali miasto pociskami artyleryjskimi. Saperzy robili podkopy. Mury zaczęły się walić. W połowie lipca zaczął się atak. Licząca niewiele ponad 2 tys. osób załoga twierdzy walcząca na gruzach murów i baszt, zdołała go powstrzymać. Rosjanie wycofali się na swoje pozycje i ponownie zaczęli zasypywać miasto pociskami. M. Szein wiedział, że następny szturm będzie zwycięski. Smoleńsk stanął w obliczu klęski. Władysław IV był już jednak gotowy do walki. Przez zimę, gdy leżał zmożony chorobą, przygotowywał się do wojny. Korespondował ze stojącym pod Smoleńskiem hetmanem K. Radziwiłłem i opracowywał plany. Gdy sejm w styczniu uchwalił podatki na zaciąg żołnierzy, król zaczął kompletować armię. Nową, formowaną na wzór zachodni piechotę władca tworzył z chłopów i mieszczan. Szkolili ich cudzoziemscy oficerowie, doświadczeni wojownicy z wojny trzydziestoletniej. Uzbrojenie – zbroje rajtarskie, rapiery, pistolety, arkebuzy i muszkiety – monarcha zakupił dla nich z podatków. Do tej pory szlachta sama musiała zaopatrywać się w broń. Teraz władca osobiście zadbał o wyposażenie żołnierzy. Specjalnie dla nich zbudował arsenały. Na wiosnę podzielił armię. Mimo że większość zmobilizowanych sił wyruszyła pod Smoleńsk, to południowa granica była zabezpieczona przez hetmana wielkiego koronnego Stanisława Koniecpolskiego wraz z wojskiem kwarcianym. Tatarzy o tym nie wiedzieli. Po łupieżczym najeździe na Podole czekała ich niespodzianka. S. Koniecpolski wyruszył za nimi aż na teren Mołdawii i pokonał ich pod Sasowym Rogiem. Na południowej granicy chwilowo zapanował spokój. Teraz ruch należał do króla. M. Szein nie zdążył przeprowadzić drugiego szturmu na Smoleńsk. Władysław IV nadciągnął tam 30 sierpnia 1633 r., a za nim ok. 20 tys. piechoty i jazdy, w tym 3 tys. budzących postrach husarzy. Na miejscu połączył się z hetmanem K. Radziwiłłem i kilkoma tysiącami Kozaków zaporoskich. Jednak żadna ze stron nie dążyła do otwartej bitwy. Siły rosyjskie oblegające miasto okopały się w obozach wokół niego. Polacy, aby oswobodzić Smoleńsk musieli atakować kolejne pozycje wroga. Potem umacniali się, wytrzymywali ostrzał rosyjskiej artylerii i ponownie szli do natarcia. Do prowadzenia walki w taki sposób Władysław IV potrzebował piechoty. Jazda natomiast, a w szczególności budzący postrach husarze, prowadzili kontrataki, uniemożliwiając Rosjanom wyjście z obozów. Taka metoda prowadzenia wojny była metodyczna, precyzyjna, konsekwentna, i co najważniejsze, skuteczna. Po dwóch tygodniach Władysław IV odepchnął siły M. Szeina od miasta, a pod koniec kolejnego tygodnia zmusił go, by zamknął się we własnym obozie. Potem król potrzebował jeszcze trzech tygodni, by otoczyć przeciwnika ze wszystkich stron i ponad trzech miesięcy bombardowania, by ten się w końcu poddał. 27 maja 1634 r. Władysław IV zawarł z Michałem Romanowem „pokój wieczysty” w Polanowie pod Wiaźmą, na mocy którego car zrzekł się na rzecz Polski ziemi smoleńskiej, siewierskiej i czernihowskiej, a Władysław IV szukając poparcia w walce o tron szwedzki zrezygnował z praw do tronu moskiewskiego oraz z Sierpiejska. W traktacie zagwarantowano także wymianę jeńców i swobodę handlu. Między oboma krajami zapanował spokój. Państwo carów przestało interesować polskiego króla. W 1645 widząc w Moskwie sojusznika przeciw Turcji zrezygnował z Trubecka.

### Konflikt z Turcją
W czasie największych zmagań z wojskami rosyjskimi w ogniu znowu stanęła południowa granica Polski. W październiku 1633 r. 25-tysięczna armia namiestnika Sylistrii Mehmeda Abazego, jednego z poddanych sułtana imperium osmańskiego, ponownie najechała Podole. Hetman S. Koniecpolski umocnił swoje siły w obozie pod Kamieńcem Podolskim i kolejny raz udało mu się pokonać wroga. Widząc porażkę swego poddanego, sam sułtan z armią całego imperium zaczął szykować się na wojnę. W kwietniu, gdy wysłannicy cara i Władysława IV debatowali nad traktatem pokojowym między Polską i Rosją, sułtan zarządził przegląd swojej armii w Adrianopolu. Polski władca jednak też nie próżnował. Uzyskał od sejmu pieniądze na nową wojnę i do września zebrał jeszcze większe siły niż te, które pokonały Rosjan pod Smoleńskiem. Na granicę mołdawską wyruszyły potężne wojska oraz cała kozaczyzna. Posłowie donosili sułtanowi o przygotowaniach polskiego króla. W obozie pod Kamieńcem stanęło więcej wojsk niż pod Smoleńskiem – 30 tys. żołnierzy i 75 armat. Te informacje powstrzymały sułtana. Rozpoczęły się rokowania i szybko zawarto porozumienie. Turcja uznała polskie granice, obiecała powstrzymywać najazdy tatarskie. Polacy się cieszyli. Tylko Władysław IV był rozczarowany. W marzeniach widział siebie obrońcą katolicyzmu i wyzwolicielem krajów bałkańskich.

### Planowana wojna ze Szwecją
Władysław IV, podobnie jak jego ojciec, nigdy nie wyrzekł się planów objęcia tronu szwedzkiego. Planował nawet odstąpienie tronu polskiego swemu bratu Janowi Kazimierzowi w zamian za rządy w Szwecji. Wśród współczesnych krążyła nawet opinia, że król prędzej wyrzeknie się królestwa niebieskiego niż szwedzkiego. Już w ciągu pierwszych dni panowania Władysława zaistniała szansa na odzyskanie korony szwedzkiej. Dwa dni po koronacji nowego monarchy, zginął w bitwie pod Lützen król szwedzki Gustaw II Adolf. Pozostawił w kraju 8-letnią córkę Krystynę. Sytuacja wydawała się dla Władysława bardzo wygodna. Jednak Szwedzi nie darzyli go sympatią. Woleliby chłopa na stolcu królewskim posadzić niż Władysława – miał powiedzieć kanclerz Axel Oxenstierna, rządzący de facto tym krajem, do elektora brandenburskiego, którego polski król poprosił o wysondowanie nastrojów w Szwecji. Po takiej odpowiedzi Władysławowi IV pozostała tylko jedna droga do zdobycia szwedzkiego tronu – rozwiązanie siłowe. Musiały minąć jednak trzy lata spędzone na walce z Rosją i przygotowaniach do wojny z Turcją, by mógł urzeczywistnić swój zamiar. W styczniu 1635 r. zebrał się w Warszawie sejm, który podjął decyzję m.in. w sprawie wojny ze Szwecją. Posłowie i senatorowie uchwalili Konstytucję o poparciu wojny ze Szwedami. Podjęto decyzję o zaciągu wojsk oraz o potrzebnych na ten cel podatkach, z których spodziewano się uzyskać sumę rzędu 3 100 000 zł. Król prowadził energiczną akcję dyplomatyczną w celu zapewnienia sobie przychylności dworów europejskich na wypadek wojny ze Szwecją. Zyskaniu życzliwości dworu angielskiego miały służyć chociażby starania króla polskiego o rękę siostrzenicy Karola I Angielskiego, Elżbiety, która była córką palatyna reńskiego Fryderyka. Starania te (1635–1636) zakończyły się fiaskiem z powodu różnicy wyznania i braku zgody Elżbiety na przejście na katolicyzm. W celu nawiązania współpracy antyszwedzkiej król słał poselstwa na dwór habsburski do Wiednia. W końcu 1634 r. król przyjechał do Gdańska, aby nadzorować budowę umocnień na wybrzeżu. Z zaplanowanych fortyfikacji wojennych na polskim wybrzeżu wzniesiono jedynie Władysławowo i Kazimierzowo. Rozpoczęto starania o wystawienie floty. Ostatecznie udało się stworzyć flotę liczącą 12 statków, z czego 11 wyposażono od gdańskiego kupca Jerzego Hewela.
Wobec wygaśnięcia rozejmu delegacje obu stron przystąpiły do rozmów w maju 1635 r. Początkowo mediatorzy – w tej roli wystąpili delegaci Prus, Anglii, Francji i Zjednoczonych Prowincji – pragnęli doprowadzić do zawarcia pokoju polsko-szwedzkiego. Rozbieżności między stronami okazały się jednak tak wielkie, że zapomniano o pokoju, a rozpoczęto negocjacje rozejmu. Został on zawarty w Sztumskiej Wsi dnia 12 września 1635 na dwadzieścia sześć i pół roku, czyli do 11 lipca 1661 r. Szwedzi wycofali się z Prus, ale zatrzymali Inflanty. Królowi polskiemu przyznano prawo do cła z portów pruskich na okres dwóch lat. Problem aspiracji polskich Wazów do korony szwedzkiej nie został poruszony.
Rozejm ze Szwecją w 1635 r. otwiera erę pokojowych rządów Władysława IV Wazy. W polityce międzynarodowej Rzeczpospolita oparła się francuskim zabiegom, mającym na celu przeciągnięcie jej na stronę koalicji antyhabsburskiej. W 1637 r. król zawarł tzw. „pakt familijny” z Habsburgami którego przypieczętowaniem był jego ślub z arcyksiężniczką Cecylią Renatą. Do jej śmierci wpływy habsburskie w Rzeczypospolitej były znaczne, ale nie spowodowały zerwania stosunków z Francją, zwłaszcza że król nie dał się wciągnąć do wystąpienia przeciw Francji w czasie Wojny Trzydziestoletniej. Kiedy zmarła Cecylia Renata, król postanowił pojąć za żonę Francuzkę Ludwikę Marię Gonzagę. Zaślubiny odbyły się w 1645 r. Wydarzenie to nie oznaczało jednak zerwania Rzeczypospolitej z Habsburgami. Władysław IV starał się utrzymywać dobre stosunki ze wszystkimi mocarstwami europejskimi, planując wielką rozprawę z Turcją.

### Planowana wojna z Turcją
Plany wojny z Turcją wytyczono na dworze królewskim już w latach trzydziestych XVII wieku. Problem z ich realizacją polegał na tym, iż o ile wojny chciał król, o tyle szlachta i magnateria była jej przeciwna. Król wybrał drogę tajnych działań. Z jednej strony dążył do sprowokowania wojny, z drugiej zaś – wybrał taktykę faktów dokonanych. Przykładem tego typu działań może być wezwanie na dwór w marcu 1646 roku przedstawicieli starszyzny kozackiej. W tajnych prowadzonych nocą rozmowach na zamku uczestniczyli m.in. Bohdan Chmielnicki i Iwan Barabasz. Do walki zachęcała Władysława IV tocząca niepomyślną wojnę z sułtanem Republika Wenecka. Wiosną 1646 roku król lekceważąc przyjęte zobowiązania zaczął wydawać listy przypowiednie na zaciąg wojsk. Nie chcieli jednak przyłożyć na nich pieczęci zarówno kanclerz koronny, jak i litewski. Król pieczętował więc te akty swą prywatną pieczęcią pokojową, dlatego pozbawione były one mocy prawnej. Kampania turecka miała rozpocząć się w 1647 roku od zajęcia tatarskiego Krymu, który następnie miał być ewentualnie przekazany Rosji za prawo opanowania Mołdawii i Wołoszczyzny, a być może nawet bogatego Siedmiogrodu, by Rzeczpospolita mogła dalej prowadzić krucjatę przeciwko Turcji. W podboju Krymu mieli współdziałać z wojskami koronnymi Kozacy zaporoscy, posiadający 12 tys. rejestrowych żołnierzy, a deklarujący wystawienie do 50 tys. wojska. Jednak sejm w 1646 roku sprzeciwił się planom wojny polsko-tureckiej i ograniczył wielkość Gwardii Koronnej. Wywołało to niezadowolenie Kozaków, którzy liczyli na zwiększenie rejestru. Doszło w 1648 roku do ich buntu, którym kierował ataman kozacki Bohdan Chmielnicki, częściowo z pobudek czysto osobistych. Lokalny bunt szybko przerodził się w wojnę kozacko-polską, znaną pod nazwą powstanie Chmielnickiego.

### Polityka wewnętrzna
Władysław IV Waza władzę królewską sprawował z godnością, budząc respekt nie tylko u szlachty, lecz także senatorów, których potrafił strofować. Dla rodzeństwa: czterech braci i siostry starał się być opiekuńczy. Z szacunkiem odnosili się do niego posłowie obcych państw, zwłaszcza że dzięki obyciu i europejskim podróżom potrafił łatwo nawiązywać kontakty. W polityce władca intensywnie myślał o odzyskaniu korony szwedzkiej, był to jednak jego cel bardzo osobisty, który nie współgrał z interesem państwa i narodu. Temu celowi Władysław IV gotów był podporządkować wszystko, nawet wpędzić kraj w wojnę. Poza tym monarcha konsekwentnie dążył do umocnienia swojej władzy w kraju. W czasie gdy w Europie tworzyły się silne monarchie absolutne, Władysław IV Waza źle się czuł w republikańskiej i parlamentarnej Rzeczypospolitej. Nie zawsze potrafił dojść do porozumienia z ministrami i doradcami, którzy często nie popierali pomysłów króla (p. Order Niepokalanego Poczęcia Najświętszej Marii Panny). Jego najbliższym doradcą był kanclerz Jerzy Ossoliński, z którym jako królewicz pozostawał w złych relacjach, co zmieniło się, gdy Władysław został królem.
W stosunkach z Prusami Książęcymi zaakceptował, by książę Jerzy Wilhelm Hohenzollern nie musiał mu jako królowi Polski składać hołdu osobiście, lecz jedynie przez posłów co nastąpiło 22 marca 1633 roku. Król zgodził się na ograniczenie możliwości interwencji Korony Polskiej w sprawy Prus oraz ograniczenia możliwości odwoływania się od sądów książęcych do sądów królewskich jako najwyższej instancji. Nieprzyjazna Polsce polityka księcia pruskiego podczas wojny polsko-szwedzkiej spowodowała, że w 1635 roku kanclerz Jerzy Ossoliński przejął namiestnictwo w Prusach Książęcych, w związku z czym powstała szansa na możliwość ich inkorporacji do Polski, jednak zawarty w tym samym roku Rozejm w Sztumskiej Wsi zniweczył tę szansę i przywrócił władzę w Prusach Hohenzollernom. Pomimo że za rządów Władysława IV ustępstwa wobec Prus były iluzoryczne, to następca Jerzego Wilhelma domagał się już ich respektowania.
W 1641 r. Władysław IV odebrał ostatni hołd lenny z Prus Książęcych od Fryderyka Wilhelma I.

### Mecenat artystyczny i naukowy

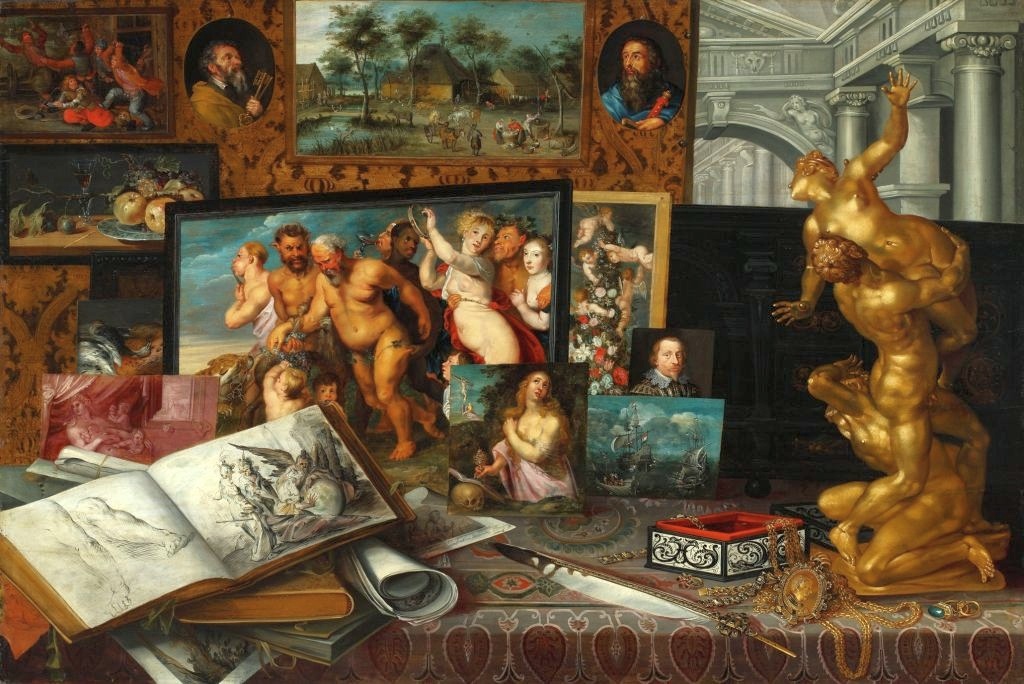
Kolekcja sztuki królewicza Władysława, 1624 r.

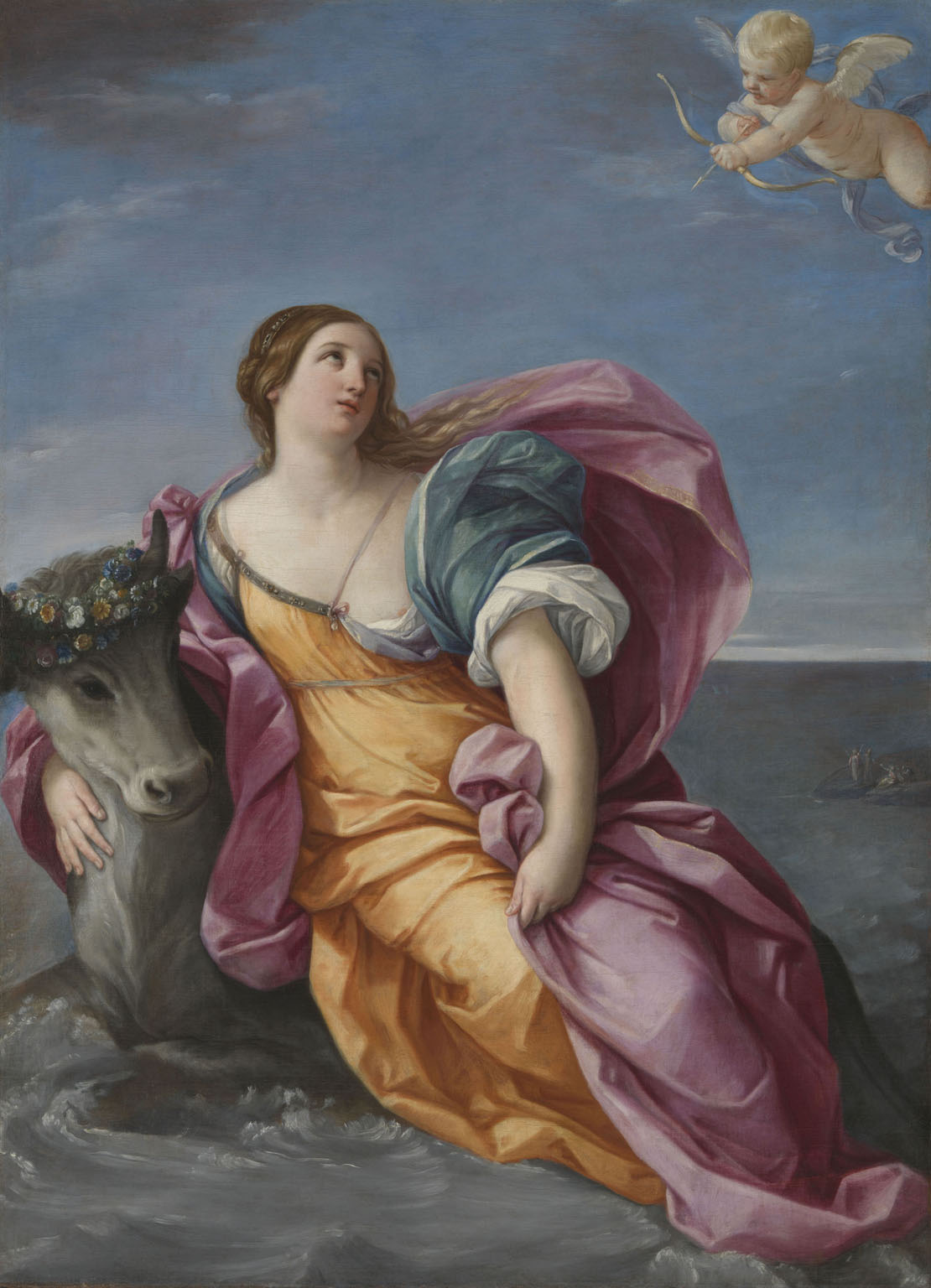
Porwanie Europy, Guido Reni, lata 30. XVII w. Obraz powstał na zamówienie Władysława IV

Władca roztaczał swój mecenat nad wieloma twórcami kultury i nauki tamtej epoki. Już w 1618, gdy Władysław był jeszcze królewiczem Galileusz przysłał mu wynalezioną przez siebie lunetę. W 1633 nosił się z zamiarem zaproszenia na swój dwór światowej sławy prawnika Hugo Grocjusza, którego zaprosił też na zorganizowane przez siebie colloquium charitativum w Toruniu w 1645. Rzeźbiarzem królewskim był Clemente Molli, a malarzami Jego Królewskiej Mości Tomasz Dolabella, Peeter Danckers de Rij, Pieter Claesz. Soutman, Bartłomiej Strobel.
W czasie sejmu koronacyjnego ufundował kaplicę św. Władysława (Królewską) w kamedulskim kościele Wniebowzięcia Najświętszej Maryi Panny na Bielanach w Krakowie, ozdobioną malowidłami Tomasso Dolabelli, przedstawiającymi świętego. Dokończył budowę kaplicy św. Kazimierza w katedrze wileńskiej odwołująca się do idei ciągłości władzy sprawowanej przez następujące po sobie dynastie, w której też pochowano wnętrzności i serce Władysława IV.
W latach 1643–1644 z jego inicjatywy wzniesiono na placu Zamkowym w Warszawie kolumnę ku czci jego ojca Zygmunta III Wazy. Za czasów panowania Władysława skończono budowę pałacu podmiejskiego Villa Regia, gdzie władca gromadził swoje zbiory obrazów. Król ufundował też kaplicę z domkiem loretańskim znajdującą się w kościele Matki Bożej Loretańskiej na Pradze.
W 1634 wzniesiono ludwisarnię, w 1643 Arsenał w Warszawie. W 1648 Władysław wydał dekret nakazujący zastępowanie drewnianej zabudowy na Krakowskim Przedmieściu murowaną. W 1642 jego staraniem udekorowano komnaty Zamku Królewskiego w Warszawie malowidłami sławiącymi zwycięstwa oręża polskiego w ostatnich wojnach. Ufundował także Pokój Marmurowy w swojej rezydencji w Warszawie.
Na swym dworze utrzymywał kapelę kierowaną przez Marco Scacchiego i Bartłomieja Pękiela. Władysław doprowadził do wystawienia pierwszego nie tylko na ziemiach Korony Królestwa Polskiego i Wielkiego Księstwa Litewskiego spektaklu operowego; był to równocześnie początek tego gatunku po północnej stronie Alp. Przypuszczalnie w 1627 roku wystawiono dramma per musica do libretta nieznanego nam autora o św. Zygmuncie z muzyką Franceski Caccini. Wiadomo natomiast, że przed 8 marca 1628 wystawiono Galateę z muzyką Sante Orlandi i tekstem Gabriela Chiabrery. Opera warszawska czasów władysławowskich była pierwszą stale działającą sceną operową w Europie (stale działała w latach 1635–1648).
Władysław IV był ważnym animatorem polskiej kultury. Jeszcze za panowania swego ojca, Zygmunta III na jego życzenie wystawiono operę Galatea, nieznanych twórców. W czasie swego panowania wspierał powstający teatr w Polsce i oddał salę Zamku Królewskiego na pomieszczenie operowe. Z okazji pokoju w Polanowie też wystawiono operę (Giuditta). (Zobacz: Polska opera)

### Śmierć
Władysław IV przez wiele lat cierpiał na liczne dolegliwości, m.in. na reumatyzm, kamicę nerkową, kiłę, zapalenie stawów na tle podagry; miał też chore zęby, częste napady gorączki, dokuczały mu także migreny. Zmarł w Mereczu w maju 1648, w trakcie powrotu z Wilna do Warszawy, wskutek (przypuszczalnie) przedawkowania środków na przeczyszczenie. Został pochowany w katedrze na Wawelu, natomiast jego serce spoczęło w katedrze wileńskiej. Po jego śmierci, pod Warszawą odbył się sejm elekcyjny, na którym obrany został na króla Polski jego młodszy, przyrodni brat, Jan II Kazimierz.

## Genealogia
| Prapradziadkowie                                        | Erik Johansson Vasa (1470-1520) ∞1495 Cecilia Månsdotter Eka (1476 – 1523)             | Erik Abrahamsson Leijonhufvud (-1520) ∞1512 Ebba Eriksdotter Vasa (-1549)              | król Polski Kazimierz IV Jagiellończyk (1427–1492) ∞1454 Elżbieta Habsburżanka (1436–1505) | książę Mediolanu Gian Galeazzo Sforza (1469–1494) ∞1488 Izabela Aragońska (1470–1524)  | król Kastylii i Leónu Filip I Habsburg (1478–1506) ∞1496 Joanna Szalona (1479–1555)    | król Czech, król Węgier Władysław II Jagiellończyk (1456–1516) ∞1502 Anna de Foix-Candale (1484–1506) | książę Bawarii Wilhelm IV Wittelsbach (1493–1550) ∞1522 Maria Badeńska (1507–1580)     | cesarz rzymski Ferdynand I Habsburg (1503–1564) ∞1521 Anna Jagiellonka (1503–1547)     |
| Pradziadkowie                                           | król Szwecji Gustaw I Waza (1496–1560) ∞1536 Małgorzata Leijonhufvud (1516–1551)       | król Szwecji Gustaw I Waza (1496–1560) ∞1536 Małgorzata Leijonhufvud (1516–1551)       | król Polski Zygmunt I Stary (1467–1548) ∞1518 Bona Sforza (1494–1557)                      | król Polski Zygmunt I Stary (1467–1548) ∞1518 Bona Sforza (1494–1557)                  | cesarz rzymski Ferdynand I Habsburg (1503–1564) ∞1521 Anna Jagiellonka (1503–1547)     | cesarz rzymski Ferdynand I Habsburg (1503–1564) ∞1521 Anna Jagiellonka (1503–1547)                    | książę Bawarii Albrecht V Wittelsbach (1528–1579) ∞1546 Anna Habsburżanka (1528–1590)  | książę Bawarii Albrecht V Wittelsbach (1528–1579) ∞1546 Anna Habsburżanka (1528–1590)  |
| Dziadkowie                                              | król Szwecji Jan III Waza (1537–1592) ∞1562 Katarzyna Jagiellonka (1526–1583)          | król Szwecji Jan III Waza (1537–1592) ∞1562 Katarzyna Jagiellonka (1526–1583)          | król Szwecji Jan III Waza (1537–1592) ∞1562 Katarzyna Jagiellonka (1526–1583)              | król Szwecji Jan III Waza (1537–1592) ∞1562 Katarzyna Jagiellonka (1526–1583)          | Karol Styryjski (1540–1590) ∞1571 Maria Anna Wittelsbach (1551–1608)                   | Karol Styryjski (1540–1590) ∞1571 Maria Anna Wittelsbach (1551–1608)                                  | Karol Styryjski (1540–1590) ∞1571 Maria Anna Wittelsbach (1551–1608)                   | Karol Styryjski (1540–1590) ∞1571 Maria Anna Wittelsbach (1551–1608)                   |
| Rodzice                                                 | król Polski, król Szwecji Zygmunt III Waza (1566–1632) ∞1592 Anna Habsburg (1573–1598) | król Polski, król Szwecji Zygmunt III Waza (1566–1632) ∞1592 Anna Habsburg (1573–1598) | król Polski, król Szwecji Zygmunt III Waza (1566–1632) ∞1592 Anna Habsburg (1573–1598)     | król Polski, król Szwecji Zygmunt III Waza (1566–1632) ∞1592 Anna Habsburg (1573–1598) | król Polski, król Szwecji Zygmunt III Waza (1566–1632) ∞1592 Anna Habsburg (1573–1598) | król Polski, król Szwecji Zygmunt III Waza (1566–1632) ∞1592 Anna Habsburg (1573–1598)                | król Polski, król Szwecji Zygmunt III Waza (1566–1632) ∞1592 Anna Habsburg (1573–1598) | król Polski, król Szwecji Zygmunt III Waza (1566–1632) ∞1592 Anna Habsburg (1573–1598) |
| Władysław IV Waza (1595–1648) król Polski, król Szwecji |                                                                                        |                                                                                        |                                                                                            |                                                                                        |                                                                                        | |                                                                                        |                                                                                        |

### Żony i dzieci

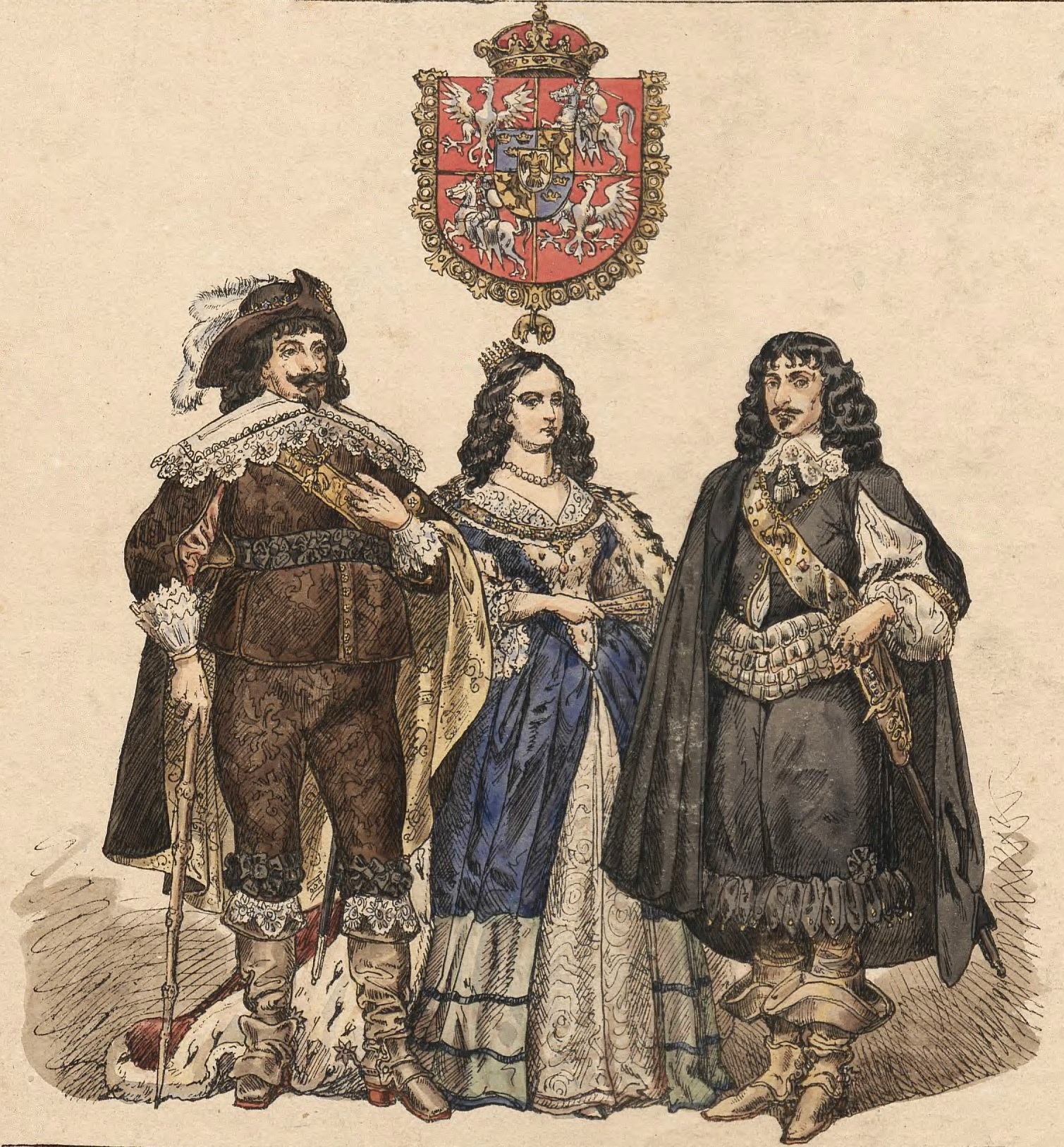
Władysław IV Waza z żoną Cecylią i bratem Kazimierzem, Jan Matejko 1860 r.

W życiu osobistym król Władysław IV nie zaznał szczęścia. Długo zwlekał z zawarciem małżeństwa. Wśród kandydatek do ręki królewicza, a następnie króla wymieniano królewny z panujących domów Anglii, Hiszpanii i Austrii. Ostatecznie w wieku 42 lat Władysław pojął za żonę o 16 lat młodszą arcyksiężniczkę Cecylię Renatę, córkę cesarza Ferdynanda II. Ślub i koronacja małżonki królewskiej odbył się w Warszawie. Z tego związku na świat przyszło dwoje dzieci, a trzecie urodziło się martwe. Zygmunt Kazimierz, urodzony w 1640 roku, zmarł w 1647 roku, a córka Maria Anna Izabela, urodzona w styczniu 1642 roku, zmarła w lutym tego samego roku. Królowa Cecylia Renata zmarła w 1644 roku w Wilnie po urodzeniu martwej córki. Została pochowana w katedrze na Wawelu.
Po jej śmierci król związał się ze spokrewnioną z francuską rodziną królewską Marią Gonzagą de Nevers. 5 listopada 1645 roku odbył się ślub per procura – brata zastępował młodszy Waza, Jan Kazimierz. Królowa przyjęła imię Ludwika, gdyż w Rzeczypospolitej imię Maria zarezerwowane było wyłącznie dla Matki Boskiej. Właściwy ślub odbył się 10 marca 1646 roku. Szlachta nie polubiła Ludwiki Marii, gorszyło ją mieszanie się królowej do polityki. Sam Władysław IV także nie darzył jej silnym uczuciem. Bardziej interesowała go kochanka Jadwiga Łuszkowska. Jednak oddalił ją z dworu i wydał za mąż za jednego z dworzan. Miał z nią syna Władysława Konstantego urodzonego w 1635 roku. Z uwagi na okoliczność, iż Władysław nie otrzymał należnego posagu 3 maja 1645 r. na mocy układu warszawskiego pomiędzy Władysławem a Ferdynandem III Habsburgiem Wazowie nabyli tytułem zastawu ziemie księstwa opolsko-raciborskiego. Zgodnie z tym układem zastaw, o ile wcześniej nie zostałby wykupiony, wygasłby po upływie 50 lat od dnia zawarcia, chyba żeby wcześniej wygasła linia Wazów po ojcu Władysława Zygmuncie. Ostatecznie został on wykupiony w 1666 r.

## Pretendent do czterech tronów

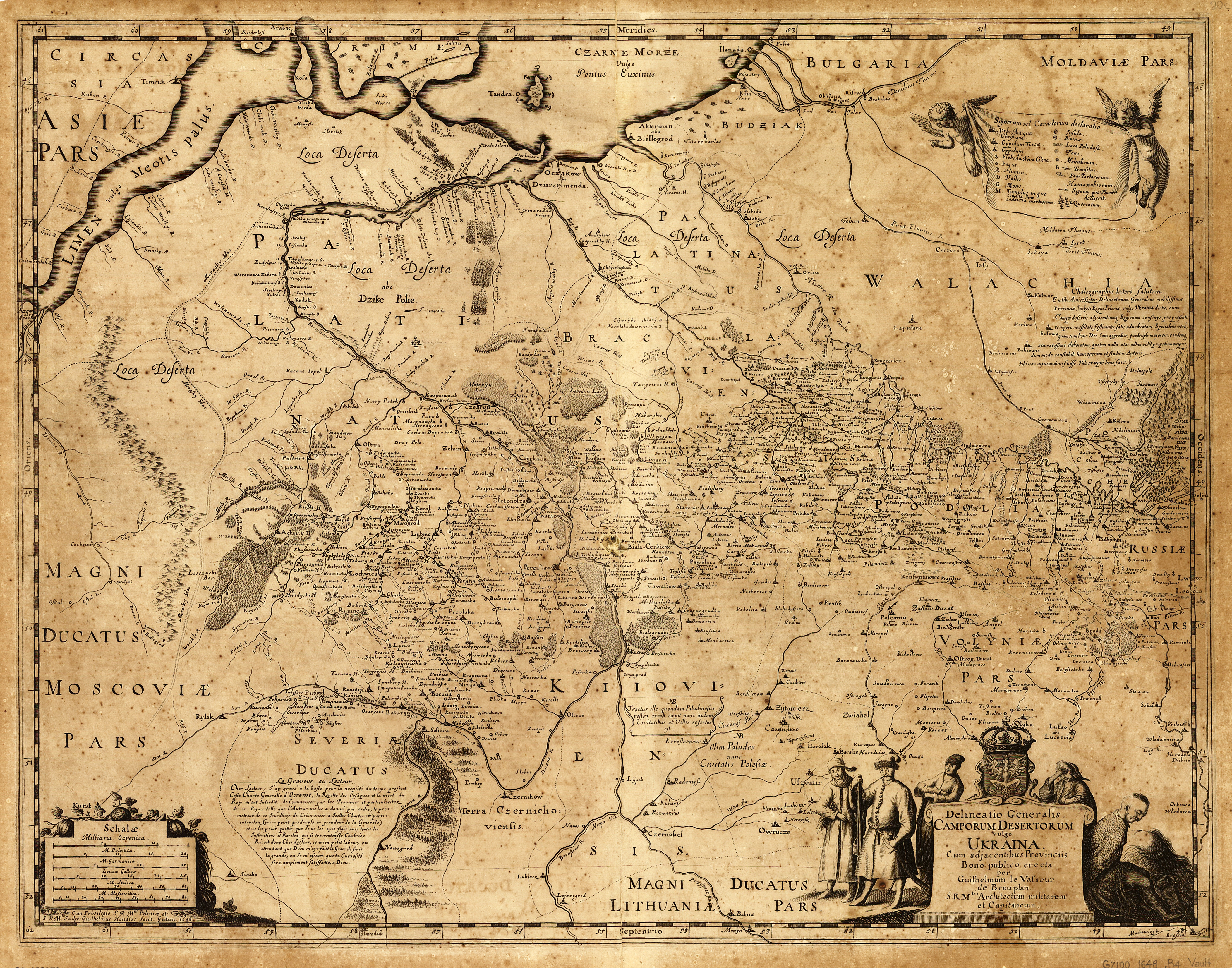
Mapa Polski pd.-wsch. wykonana przez Beauplana na polecenie Władysława IV

Władysław IV Waza, przy odmiennych decyzjach swojego ojca Zygmunta i własnych, mógł być władcą czterech państw; poza Polską były to: Czechy (ze Śląskiem), Rosja i Szwecja.

### Szwecja
W 1592 r., po śmierci Jana III Wazy, ojciec Władysława – Zygmunt III został także królem Szwecji. Został on koronowany w Uppsali w lutym 1594. Już wtedy istniała silna opozycja wobec nowego króla, której przewodził stryj Karol IX Sudermański. Sprzeciw był tak silny, że władca wyruszył z Polski do Szwecji, aby wyegzekwować prawa należne królowi. Po nierozstrzygniętej bitwie pod Linköping, tam właśnie Zygmunt III Waza i Karol Sudermański zawarli porozumienie, zdecydowano również, że sporne sprawy miał rozstrzygnąć sejm szwedzki zwołany na 1599. Sejm ten zdetronizował Zygmunta III, a tron przekazał jego synowi, królewiczowi Władysławowi Wazie. Istniał jednak warunek: książę Władysław miał przybyć do Szwecji i przejść na protestantyzm. Warunki te jednak nie zostały spełnione i na tron obrano Karola IX Sudermańskiego.

### Rosja

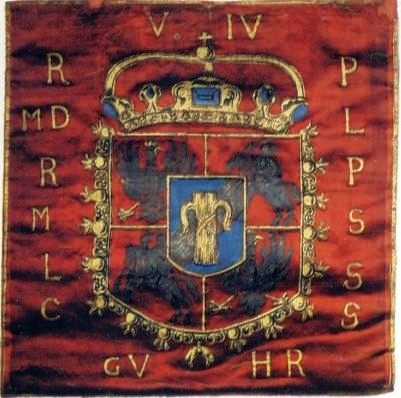
Chorągiew wojskowa Władysława IV Wazy

Wygaśnięcie dynastii Rurykowiczów w Rosji w 1598. rozpoczęło okres tzw. Wielkiej Smuty, czyli walk wewnętrznych i zewnętrznych interwencji. W walkach brali udział także polscy magnaci, którzy poparli kandydaturę Dymitra Samozwańca do tronu carskiego. Zdobył on ostatecznie Moskwę po okresie walk i koronował się na cara w 1605. Po roku jednak został on obalony przez Wasyla Szujskiego, który zawarł sojusz z Karolem IX Sudermańskim, co Zygmunt III Waza uznał za wypowiedzenie wojny. W tej sytuacji wojska polskie ruszyły na Smoleńsk, podążające na odsiecz miastu wojska rosyjskie zostały rozbite w bitwie pod Kłuszynem w lipcu 1610. przez wojska dowodzone przez hetmana Stanisława Żółkiewskiego. Po tym wydarzeniu bojarzy rosyjscy obalili cara Wasyla Szujskiego, a koronę carską zaproponowali królewiczowi Władysławowi. Zygmunt III odrzucił jednak warunki jakie stawiała rosyjska szlachta np.: przejście królewicza na prawosławie. Król polski był nieugięty. W Rosji natomiast wzrastała niechęć do Polski, czego powodem było stacjonowanie wojsk koronnych i litewskich na ziemiach ruskich. Wybuchło powstanie antypolskie, w efekcie którego Polacy stracili Kreml w listopadzie 1612. Zaledwie miesiąc później do Moskwy przybyła wyprawa polska, której celem było obsadzenie Władysława na tronie carskim. Jednak Rosjanie nie chcieli już słyszeć o polskiej kandydaturze do tronu. W 1613. został koronowany Michał I Romanow po elekcji na soborze ziemskim. W latach 1617–1618 królewicz podjął jeszcze jedną próbę odzyskania korony carskiej, nie udało mu się jednak zdobyć miasta. Wobec tego postanowiono zawrzeć rozejm w Dywilinie, który oznaczał rezygnację Wazów z pretendowania do korony carskiej.

### CzechyiŚląsk
W 1618 roku w Czechach wybuchło powstanie antyhabsburskie, które rozpoczęło tzw. wojnę trzydziestoletnią. Do powstania przyczynili się także mieszkańcy Śląska, którzy byli protestantami. Ówczesny biskup wrocławski, arcyksiążę Karol Habsburg, który był bratem dwóch polskich królowych – Anny i Konstancji, zwrócił się z prośbą do Zygmunta III Wazy, aby król przysłał swego syna na Śląsk, a właściwie do Nysy, stolicy księstwa biskupiego. Władysław miał odgrywać rolę mediatora i przekonać stany śląskie do decyzji o nieprzyłączaniu się do powstania. Za pozwoleniem ojca Władysław wyjechał do Nysy, gdzie przebywał od maja do września 1619 r. Jeszcze w drodze na Śląsk, w Częstochowie, przybyli do Władysława posłowie Ślązaków i Czechów ofiarując mu koronę czeską. Królewicz miał szansę objęcia tronu czeskiego, bowiem w marcu zmarł cesarz Maciej. Ze względu na ojca, Władysław odrzucił propozycję Czechów. Jego mediacja w Nysie zakończyła się fiaskiem.

## Pozostałe informacje
- 6 lutego 1633 roku w trakcie ceremonii koronacyjnej Władysława[23] zdarzył się nietypowy incydent. W pewnym momencie z głowy królewskiej poczęła zsuwać się korona. Oddawszy berło i jabłko kanclerzowi litewskiemu Radziwiłłowi Władysław poprawił ją i powiedział: cięższa jest korona, niż przypuszczałem, ale sądzę, że większy jeszcze ciężar oznacza[24].
- Znajomość języków królewicza przedstawiało się zgoła inaczej niż przedstawił to w swojej relacji poseł hiszpański de Dohna. Na podstawie relacji współczesnych mu ludzi można stwierdzić, że królewicz mówił po niemiecku, jednak przy czytaniu i pisaniu w tym języku napotykał trudności[4].

## Galeria

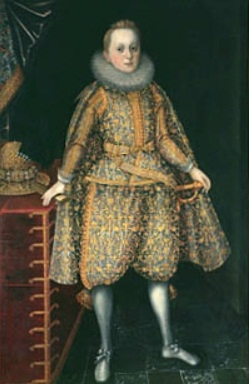
15-letni królewicz Władysław, portret autorstwa Jakuba Troschela, 1615 r.
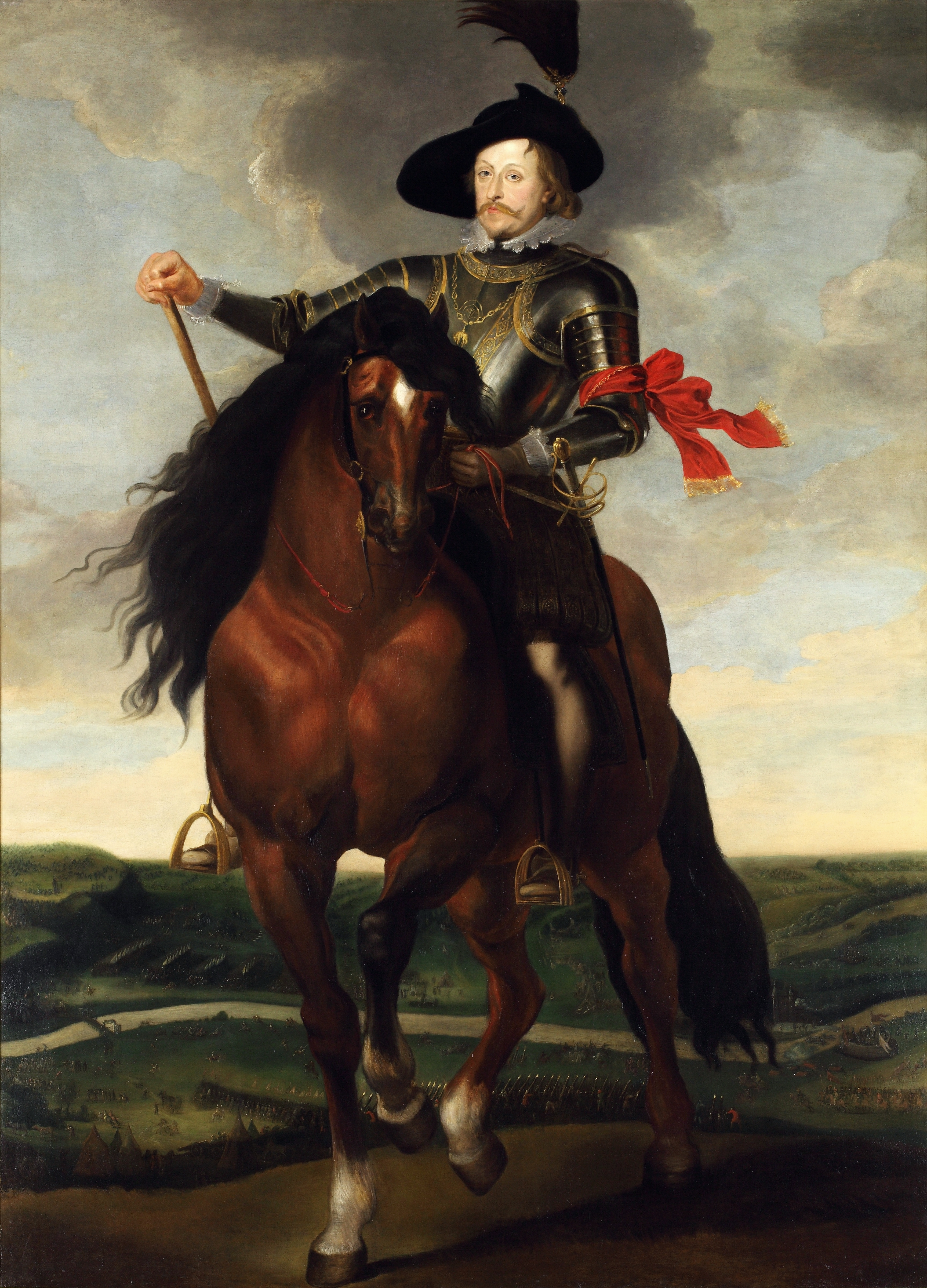
Portret konny królewicza Władysława Zygmunta Wazy
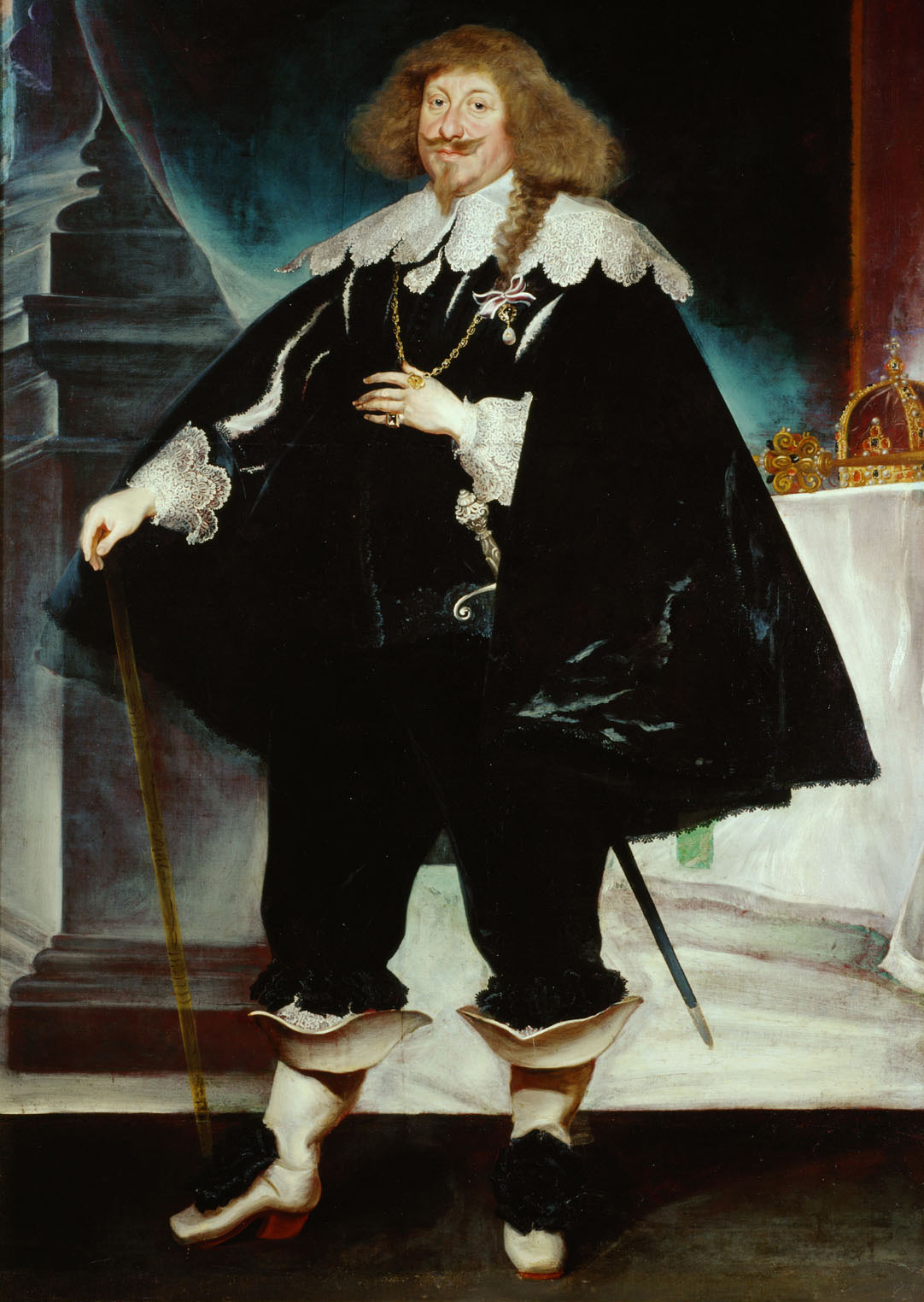
Portret Władysława IV autorstwa Fransa Luycxa, 1639 r.
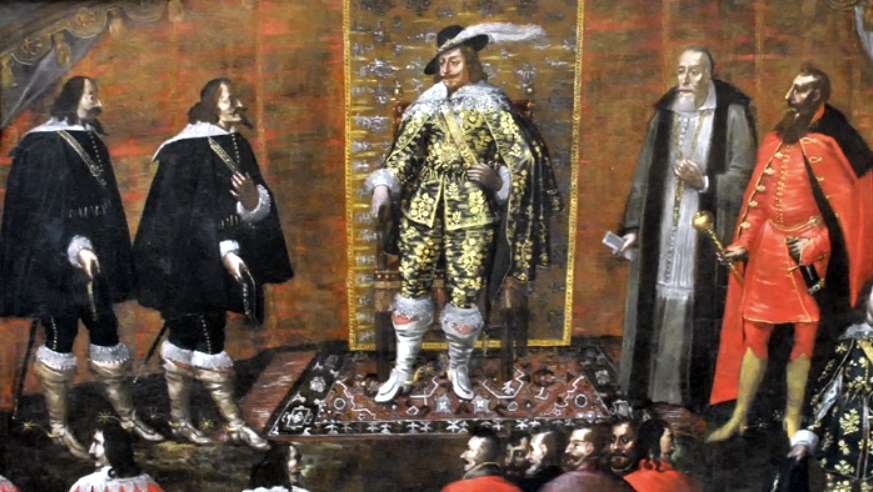
Rozejm w Sztumskiej Wsi, na pierwszym planie Władysław IV, malarz Tomasz Dolabella, 1640 r.
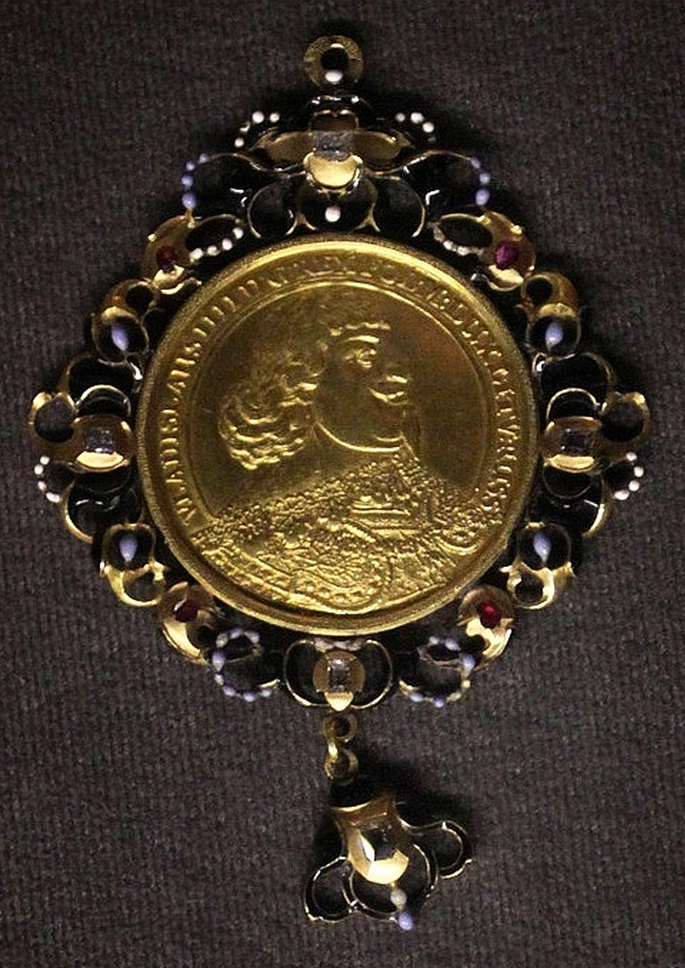
Medal pamiątkowy
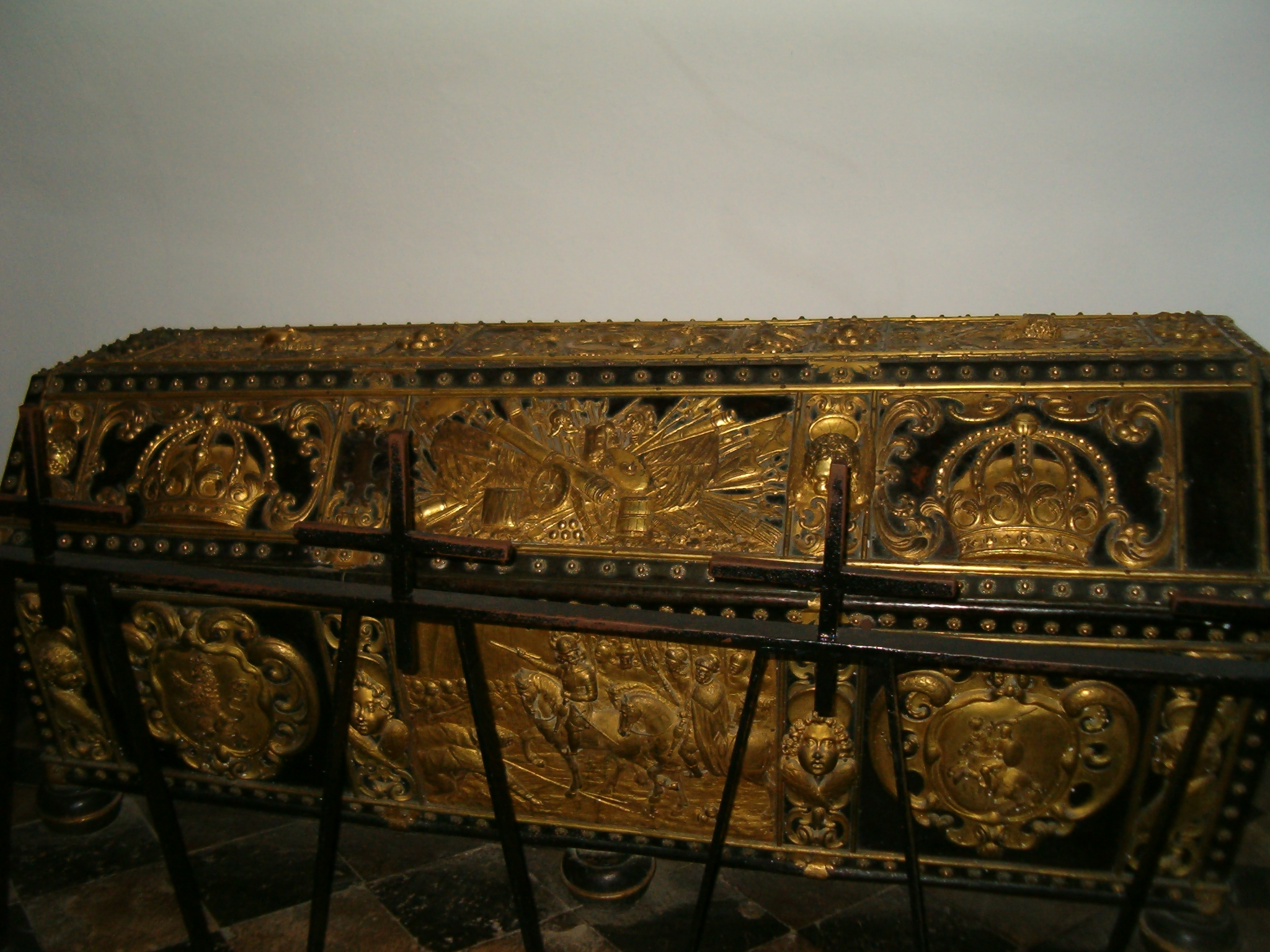
Sarkofag Władysława IV w katedrze na Wawelu, połowa XVII w.
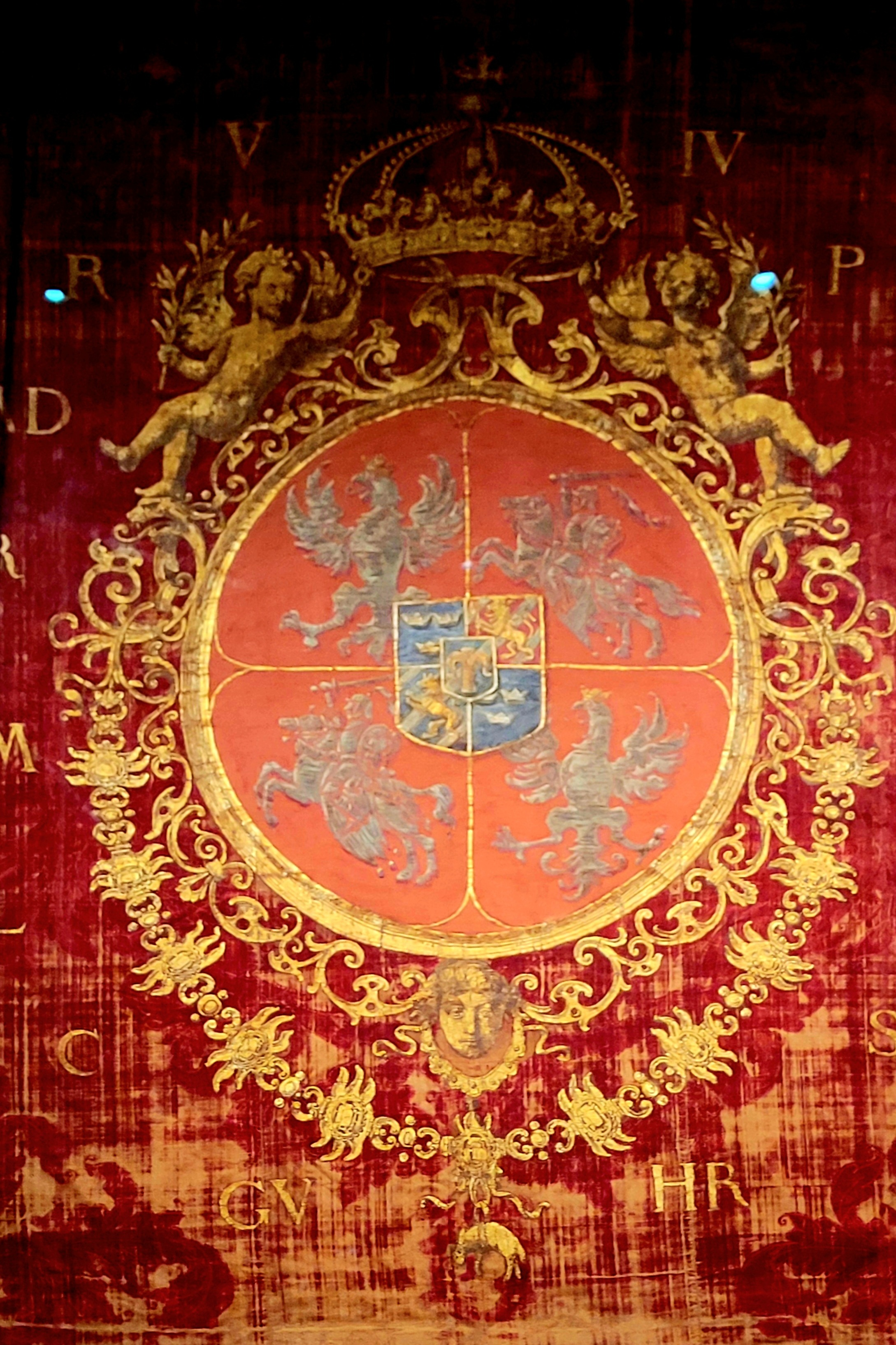
Chorągiew Władysława IV Wazy
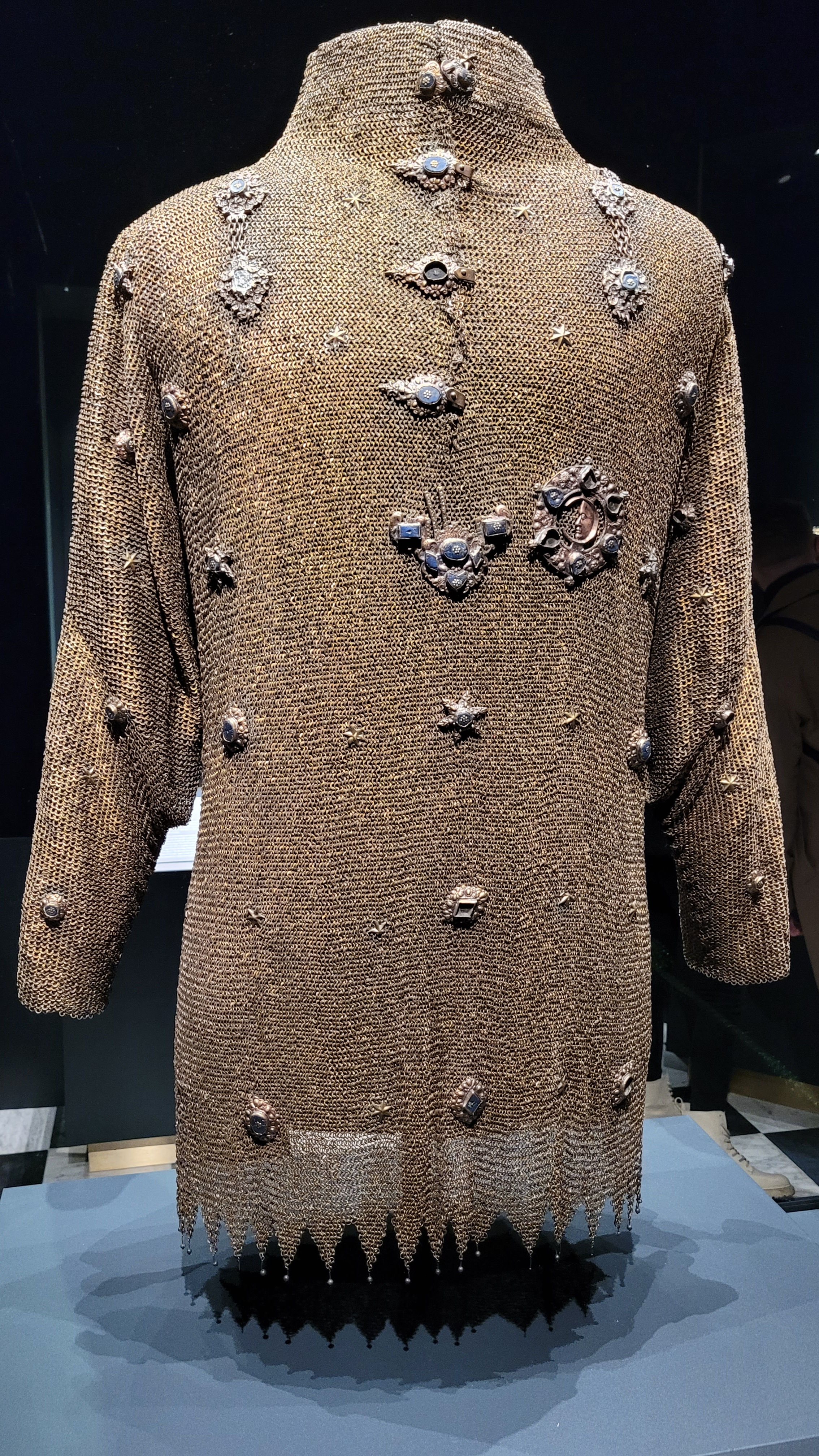
Kolczuga Władysława IV
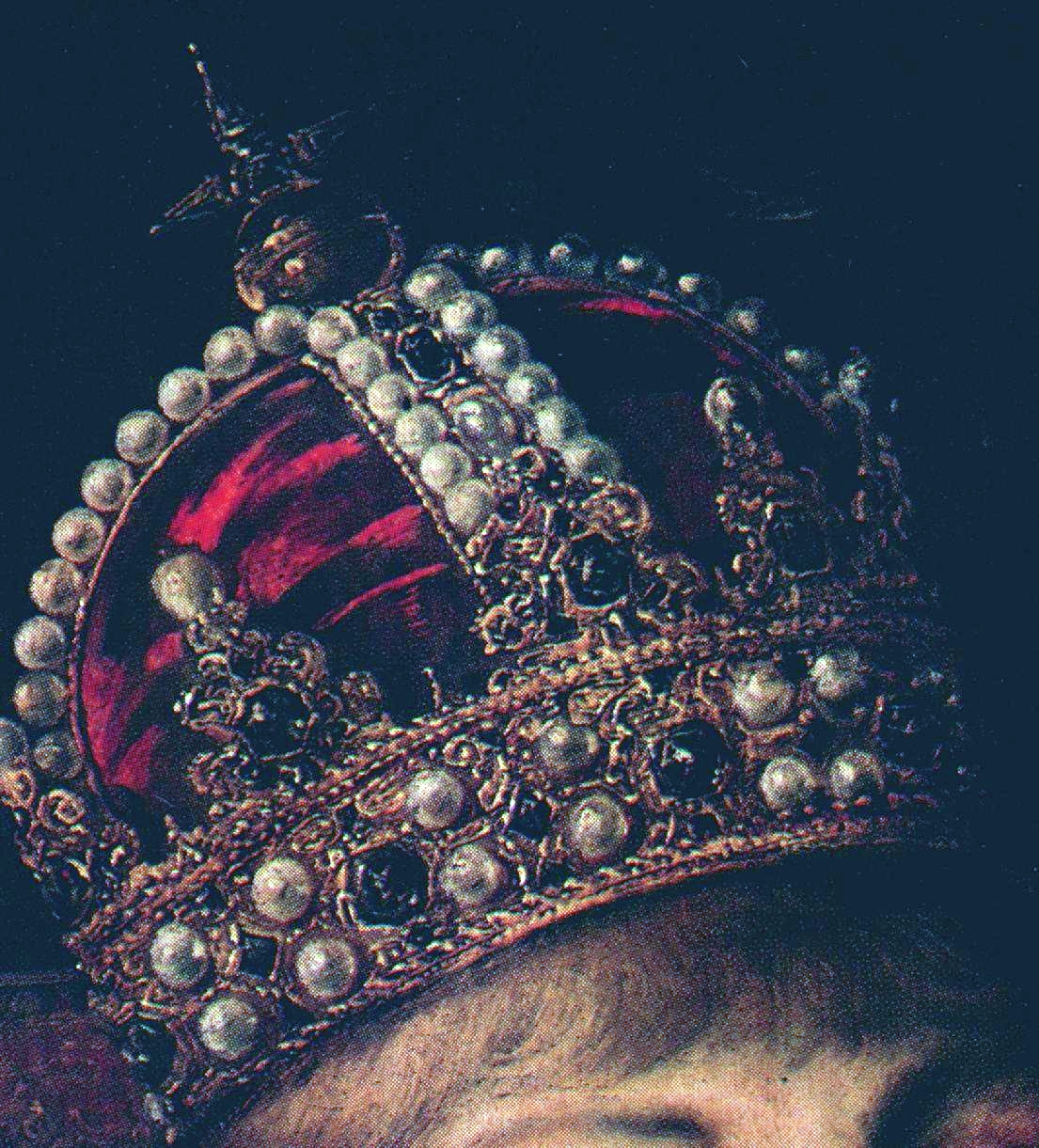
Korona Władysława IV
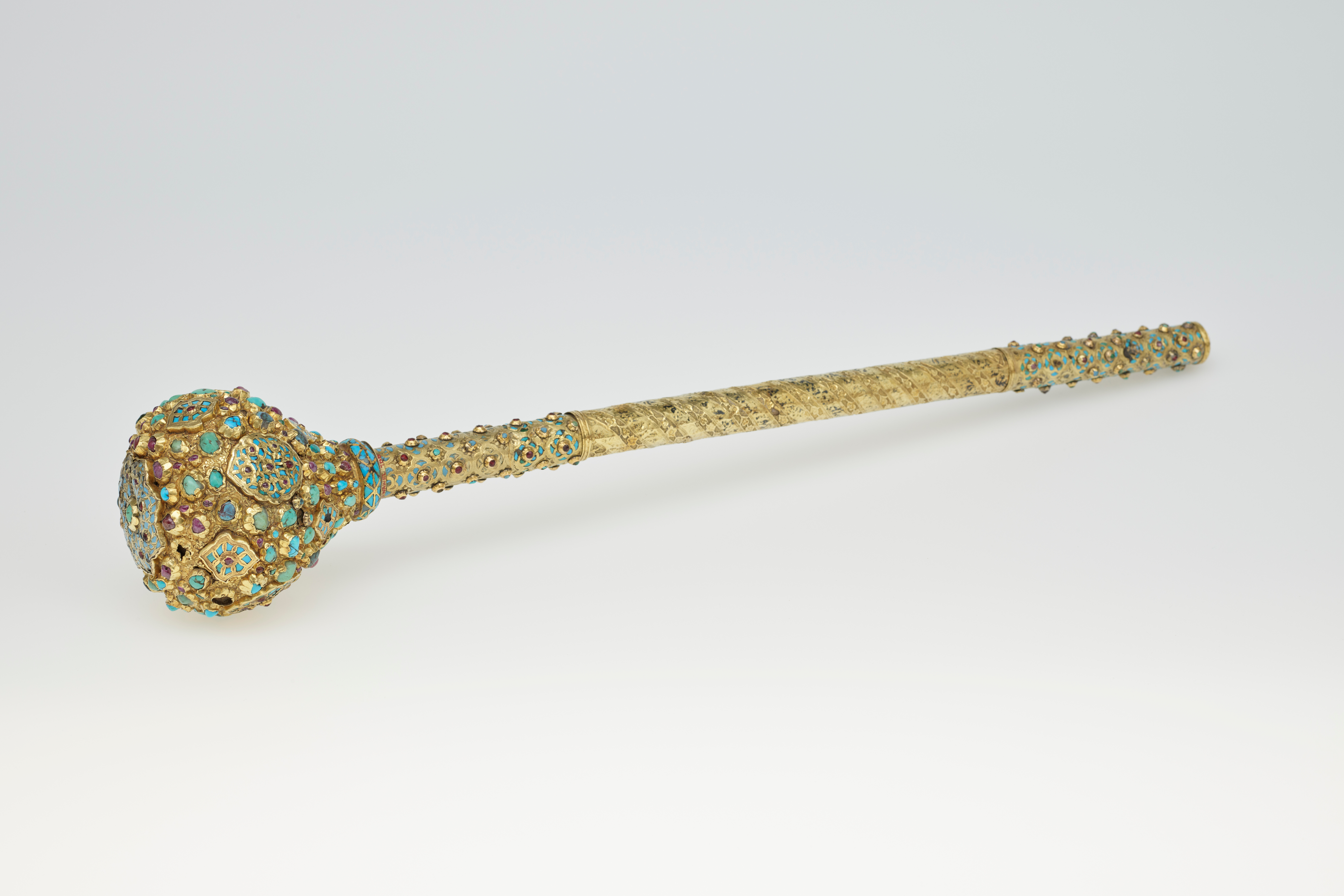
Buława Władysława IV